# Wegrace in de jaren 1960-1969
De wegrace in de jaren zestig stond in het teken van de opkomst van de motorfietsmerken uit Japan. Terwijl de Europese merken steeds meer moesten bezuinigen, konden zij zeer gecompliceerde en dure racemotoren ontwikkelen. Dat was ook nodig, want vooral Honda had al jaren plannen om de export naar Europa en de Verenigde Staten op te zetten en dat gold zeker ook voor Suzuki. De circuits waren nu allemaal verhard, zelfs Japan dat eind jaren vijftig nog geen verharde circuits kende, kreeg al snel twee permanente circuits: Suzuka International Racing Course, in 1961 geopend als testcircuit voor Honda, en in 1963 Fuji Speedway. Wel werd er nog steeds gereden op stratencircuits, maar in het algemeen vonden motorraces plaats op permanente circuits.

## Voorgeschiedenis
In 1949 was het de FIM eindelijk gelukt het Europees kampioenschap wegrace te vervangen door een volwaardig wereldkampioenschap, dat verreden werd in meerdere wedstrijden in heel Europa. Het sloeg overal aan, zelfs in Duitsland, dat vanwege de Tweede Wereldoorlog in de eerste jaren nog uitgesloten was van deelname. Aan het begin van de jaren vijftig was het kampioenschap nog bestreden tussen Britse en Italiaanse merken. Iedereen zette zich vooral in in de 500cc-klasse, terwijl de 350cc-klasse vooral een Britse aangelegenheid was en de lichte 250- en 125cc door Italiaanse merken beheerst werden. Vanaf 1953 begonnen de Britse coureurs, ook op Italiaanse motorfietsen, de toon aan te geven. Zij werden door Gilera en MV Agusta aangetrokken vanwege hun prestaties, maar ook om hun kennis van de 60 km lange Snaefell Mountain Course op het eiland Man en in mindere mate van het Dundrod Circuit waar de Ulster Grand Prix verreden werd. Halverwege de jaren vijftig raakten de Britse merken Norton en AJS steeds verder achterop. Zij konden de enorme financiële en technische vooruitgang in Italië niet bijbenen. Daar ontwikkelde men steeds snellere viercilinders en Moto Guzzi bouwde zelfs een achtcilinder. In 1956 waren alle fabrieksteams uit het Verenigd Koninkrijk en Duitsland verdwenen, hoewel privérijders incidenteel nog goede resultaten boekten. Eind 1957, toen de verkopen niet meer in verhouding stonden tot de kosten van het racen, hadden FB Mondial, Gilera, Moto Guzzi en MV Agusta ook aangekondigd zich uit het wereldkampioenschap terug te trekken, maar graaf Domenico Agusta kwam op dat besluit terug. Zonder noemenswaardige concurrentie zou de weg naar wereldtitels in alle klassen open liggen, en hij hoefde zich niets aan te trekken van de teruglopende motorfietsverkopen: zijn raceteam was niet meer dan een dure hobby. Het had resultaat: zowel in 1958 als 1959 wonnen MV Agusta-coureurs alle wereldtitels in de soloklassen, terwijl in de zijspanklasse de BMW's onverslaanbaar waren. Alleen in de lichtste klassen kwamen er intussen wat nieuwe merken in de deelnemerslijsten voor: Adler, Benelli, CZ, Ducati en MZ. In 1959 verschenen ook de eerste Honda's op het eiland Man: Naomi Taniguchi pakte een punt in de Ultra-Lightweight TT met de RC 143. 

## Algemeen
In de jaren zestig was de interesse van het publiek voor de motorfiets als vervoermiddel grotendeels vervaagd. Wie het zich kon veroorloven kocht minstens een scooter, een dwergauto of een kleine gezinswagen, zoals een Fiat 500, een Mini, een Morris Minor of een Volkswagen Kever. Een Fiat 500 was bijvoorbeeld exact even duur als een Moto Guzzi Falcone Turismo. Het wereldkampioenschap wegrace was dan ook geen promotiemiddel meer om de motorfietsverkopen te stimuleren; de meeste Europese fabrikanten díe nog meededen streden alleen om de eer. Dat gold niet voor de Japanners. Toen zij (Honda voorop) rond 1961 besloten de Europese markt op te gaan, moest hun naamsbekendheid komen van klinkende resultaten in de wegrace. En die kwam er ook, want ze presenteerden opmerkelijke stukjes techniek.
In de meeste klassen van het wereldkampioenschap wegrace kwamen er steeds meer wedstrijden: in 1961 werden de DDR en Argentinië aan de kalender toegevoegd, maar de DDR werd gemeden door de West-Duitse rijders en Argentinië bleef lang onbelangrijk omdat deze race het seizoen afsloot op het moment dat de meeste titels al vergeven waren en de teams er de verre reis niet voor over hadden. In 1962 werd de GP van Finland toegevoegd, aanvankelijk in Tampere, maar vanaf 1964 op het stratencircuit van Imatra. In 1964 werd voor het eerst gereden op het circuit van Daytona, maar ook deze race, de openingsrace van het seizoen, werd door de meeste fabrieksteams overgeslagen. De tribunes bleven ook leeg. In 1967 werd eenmalig de Grand Prix van Canada op het circuit van Mosport verreden.
Gedurende de hele jaren zestig konden privérijders met verouderde Britse motorfietsen profiteren van het gebrek aan fabrieksracers in de 500cc-klasse. Daar was immers alleen MV Agusta overgebleven en dat hoefde in het algemeen slechts één machine aan de start te brengen om de wereldtitel veilig te stellen. Alleen in 1966 en 1967 werden de Italianen even bedreigd door de combinatie Mike Hailwood/Honda RC 181 maar gedurende het hele decennium (én nog ver in het volgende) bleef de wereldtitel voor MV Agusta's.
Honda hield altijd vast aan viertaktmotoren, maar dan wel met veel cilinders en veel kleppen. Yamaha begon met luchtgekoelde Adler-kopieën, maar bracht al snel watergekoelde viercilinders op de baan. Suzuki boekte grote vooruitgang toen Ernst Degner naar het Westen vluchtte, in dienst trad bij Suzuki en de MZ-ontwikkelingen van Walter Kaaden meebracht. 
Toch timmerden de Japanners hard aan de weg: Soichiro Honda was al in 1954 in Europa komen kijken: op het eiland Man naar de races en in Italië naar de viercilindertechniek. Suzuki stuurde in 1960 de heer Murayama naar de Snaefell Mountain Course om onderzoek te doen. Hij mat hellingen op en nam zelfs bodemmonsters. De directeur van de Japanse motorbond, Fumito Sakai, nodigde Geoff Duke uit om raceles te geven aan Japanse coureurs. Hij werd in alle Japanse fabrieken rondgeleid.
1960
In 1960 stond MV Agusta nog in geen enkele soloklasse concurrentie toe. Het had twee sterke troeven als "eerste rijder": John Surtees in de 500cc-klasse en de 350cc-klasse en Carlo Ubbiali in de 250cc en de 125cc-klasse. Omdat MV Agusta zowel alle individuele titels als alle constructeurstitels won, had het acht wereldtitels in één jaar behaald.
Honda stuurde in 1960 een groot team naar het 250cc wereldkampioenschap: Moto Kitano, Yukio Satoh, Kunimitsu Takahashi, Kenjiro Tanaka en Naomi Taniguchi. Een aantal "westerlingen" koos ook voor Honda: Bob Brown, Gilberto Milani, Tom Phillis en Jim Redman. Redman, Taniguchi en Giichi Suzuki reden ook in de 125cc-klasse.
Stan Hailwood had geld genoeg om zijn zoon Mike van snelle motorfietsen te voorzien, en hij bood zelfs aan het 250cc tweecilinderproject van Ducati te financieren als zijn zoon erop mocht rijden. Het Ducati-avontuur werd voor Mike Hailwood echter geen succes.
Bob Brown verongelukte tijdens de training met de Honda RC 161 op de Solitudering. Aan het einde van het seizoen beëindigden John Surtees en Carlo Ubbiali hun carrière. Surtees begon aan een succesvolle loopbaan in de Formule 1-autoracerij en in 1964 werd hij de eerste coureur die wereldkampioen met motorfietsen én auto's was geworden. Beide zouden later enthousiaste deelnemers worden aan classic races en demonstratiewedstrijden.
1961
In 1961 werd de kalender uitgebreid met vier Grands Prix: DDR, Zweden, Argentinië en Spanje, maar alleen bij de TT's van Man en Assen kwamen alle klassen aan de start. De 125- en de 250cc-klassen waren de enigen die elf wedstrijden hadden.
Honda en Suzuki stuurden aan op een commerciële doorbraak van hun producten in het Westen. Er werden marketingspecialisten naar Europa gestuurd en de beste coureurs verschenen met Honda's aan de start in de lichte klassen. MV Agusta trok zich juist uit die klassen terug. Ook kleinere merken richtten zich nu wat meer op het 125cc wereldkampioenschap, zoals EMC en Bultaco. Dat laatste merk huurde Ralph Rensen in, maar die verongelukte op 16 juni tijdens de Senior TT met een Norton Manx. Yamaha reisde voor het eerst af naar Europa. Voor de lichte klassen was de Franse Grand Prix in Clermont-Ferrand al de derde wedstrijd, en daar verscheen Yamaha voor het eerst op het toneel met de 125cc RA 41 en de 250cc RD 48. In de 125cc-klasse werden geen punten gescoord, maar in de 250cc-klasse haalde Fumio Ito er 7 en Yoshikazu Sunako 1. Cees van Dongen kreeg een RA 41 voor de TT van Assen, waarmee hij dertiende werd. Hierna trok Yamaha zich tot 1963 terug om de machines verder te ontwikkelen.
Uiteindelijk betekende 1961 een mijlpaal in het wereldkampioenschap wegrace: Terwijl het er eerst naar uitzag dat MV Agusta zonder concurrentie de soloklassen kon domineren, gingen in dit jaar voor het eerst in de geschiedenis wereldtitels naar een Japans merk: Honda won de 125- en de 250cc-klasse.
Tijdens de Eifelrennen op de Nürburgring op 30 april verongelukte Dickie Dale, die in dat jaar nog slechts als privérijder met een Norton in internationale wedstrijden verschenen was. In hetzelfde weekend kregen Helmut Fath en Alfred Wohlgemuth een ongeluk tijdens de zijspanrace, dat aan Wohlgemuth het leven kostte. Eveneens nog vóór de start van het WK verongelukte Hilmar Cecco, de bakkenist van Florian Camathias. Op 12 juni verongelukte de Zwitserse Marie Lambert, die als bakkeniste voor haar man Claude optrad, tijdens de Sidecar TT. Op 16 juni verongelukte Ralph Rensen tijdens de Senior TT. Hij werd postuum zesde in de 350cc-klasse van het wereldkampioenschap, o.a. omdat hij in de Junior TT nog derde geworden was. Op 9 augustus verongelukte de Australiër Ron Miles tijdens de 350cc training voor de Ulster Grand Prix met een Norton.
1962
In 1962 breidden de Japanse fabrikanten Honda en Suzuki hun activiteiten flink uit. Suzuki ontwikkelde met hulp van Ernst Degner de 50 cc RM 62 met acht versnellingen. Honda richtte zich op de 125-, de 250- en de 350cc-klasse en werd het eerste merk in de geschiedenis dat de eerste vier plaatsen in een wereldkampioenschapsklasse bezette. Dat was de 125cc-klasse.
Door de snelle opkomst van Honda verdween meteen alle spanning uit het wereldkampioenschap. Alle klassen waarmee de Japanners zich bemoeiden werden meteen beheerst. Honda had nog geen 500cc-racer en bij gebrek aan concurrentie bleef MV Agusta daar nog koning. Alleen de nieuwe 50cc-klasse was spannend, zij speelde zich vooral af tussen het meer ervaren team van Kreidler en Suzuki, dat gebruik maakte van de kennis die Ernst Degner uit de DDR had meegebracht. Na de vlucht van Ernst Degner was de weerstand van MZ gebroken en het bedrijf trok zich terug uit het wereldkampioenschap.
In 1962 verloren weer enkele belangrijke coureurs het leven: Libero Liberati verongelukte op 5 maart vlak bij zijn huis toen hij zijn Gilera Saturno aan het testen was. Op 6 juni verongelukte Tom Phillis met een Honda RC 170 tijdens de Junior TT. Hij werd postuum vierde in het wereldkampioenschap 250cc en dertiende in het wereldkampioenschap 125cc. Op 6 augustus kreeg Bob McIntyre een ongeluk tijdens een nationale race voor het Britse kampioenschap op Oulton Park. Hij overleed op 15 augustus aan de gevolgen daarvan. Hij werd postuum tweede in het wereldkampioenschap 250cc en zestiende in het wereldkampioenschap 125cc. Zowel Phillis als McIntyre reden in dat jaar voor Honda. Gary Hocking stopte met wegracen na de dood van Phillis, stapte over naar de Formule 1 en verongelukte op 21 december tijdens de training in Durban.
1963
De sensatie van het seizoen 1963 kwam van "Scuderia Duke", het team van Geoff Duke die de zes jaar oude 350- en 500cc Gilera's tot zijn beschikking had. Al na de openingsrace, de Isle of Man TT, besloot men de 350cc-machines terug te sturen om zich alleen op de 500cc-klasse te concentreren. De geblesseerde Derek Minter werd in het begin vervangen door Phil Read en zijn teamgenoot was John Hartle. Yamaha kwam nadat het 1962 had gebruikt voor de doorontwikkeling van haar machines in 1963 terug in de 250cc-klasse met de tweecilinder Yamaha RD 56. In de laatste race in Suzuka (Japan) kwam ook de 125cc RA 75 aan de start, maar Yoshikazu Sunako werd er slechts zevende mee.
Honda deed een flinke stap terug in 1963. De motorsport was ook voor Honda erg duur en bovendien werkte men aan een eerste Formule 1-auto, de Honda RA271. De 50cc-klasse werd losgelaten en in de andere klassen moesten de coureurs het met de machines van 1962 doen. Na de Isle of Man TT stuurde men zelfs de monteurs terug naar Japan, waardoor de fabriekscoureurs het seizoen feitelijk als privérijders moesten afmaken. Toch was het genoeg voor twee wereldtitels (250- en 350cc). In de laatste Grand Prix in Japan kwam Honda alsnog met nieuwe machines voor 1964: de 50cc tweecilinder RC 113 en de 125cc viercilinder RC 146. Ook Suzuki prestenteerde een nieuwe machine in deze wedstrijd: de watergekoelde 125cc Suzuki RT 64A. Men begon echter meteen na de Japanse Grand Prix met de ontwikkeling van de viercilinder RK 64.
1964
In 1964 werd de Grand Prix van de Verenigde Staten aan de kalender toegevoegd als openingsrace van de 50-, 125-, 250- en 500cc-klassen. Er was wat onduidelijkheid omtrent de GP-kalender van 1964. Allereerst was daar de Grand Prix van Finland, waar uiteindelijk de 250cc-klasse niet aan de start kwam. De organisatie van de Argentijnse Grand Prix kwam in de problemen, waardoor in augustus nog niet duidelijk was of ze wel zou doorgaan. Er was een financieel tekort en bovendien was er veel kritiek op de organisatie van 1963. Dat betekende dat men na Finland niet wist of er nog twee of drie races gereden moesten worden. Uiteindelijk ging de Argentijnse Grand Prix niet door.
De Japanse fabrikanten pakten flink uit: Honda zocht het in nóg meer cilinders: twee in de 50cc-klasse (Honda RC 113 en RC 114), vier in de 125- (Honda 2RC 146), 250- (Honda RC 164) en 350cc-klasse (Honda RC 172) en uiteindelijk zelfs zes in de 250cc-klasse (3RC 164). Suzuki bracht in de 125cc-klasse een watergekoelde versie van haar tweecilinder tweetakt, de Suzuki RT 64A, maar heel af en toe kwam men ook aan de start in de 250cc-klasse met de Suzuki RZ 64, een watergekoelde viercilinder tweetakt. Yamaha concentreerde zich op de 250cc-klasse met de luchtgekoelde tweecilinder tweetakt RD 56, maar kwam ook enkele malen in de 125cc-klasse aan de start met de Yamaha RA 97.
Honda begon het seizoen 1964 met Jim Redman, Luigi Taveri, Tommy Robb, Kunimitsu Takahashi en Ralph Bryans, maar halverwege het jaar werden Robb en Takahashi ontslagen.
Mike Hailwood en MV Agusta hadden door het verdwijnen van de "Scuderia Duke" het rijk weer alleen in de 500cc-klasse. Alle wedstrijden waar deze combinatie aan de start kwam werden gewonnen.
Stanislav Malina, in 1964 nog achtste in de 350cc-klasse met een CZ, verloor in het najaar van 1964 het leven bij een verkeersongeval.
1965
|      | Halverwege de jaren zestig probeerde de Britse motorfietsindustrie tot een samenwerking te komen om een motorfiets te bouwen die de concurrentie met de Japanse en Italiaanse merken aan zou kunnen |
| 1965 | De Britten stonden rond 1965 feitelijk met lege handen. Norton en Matchless dienden alleen nog als vulling van het startveld, maar een aantal racefans organiseerde een loterij om 10.000 pond op te halen en een volledig Brits kampioenschap op te zetten. Dat lukte niet, evenmin als de inspanningen van enkele universiteiten om de Britse motorfietsindustrie te helpen. De snelste 500cc-machines uit het Verenigd Koninkrijk leverden intussen veel minder vermogen dan een 250cc-machientje uit Japan. Halverwege de jaren zestig begonnen allerlei tuners zich met de verouderde Britse eencilinders te bemoeien. In februari 1965 had Les Archer een vernieuwde 500 cc Norton Manx gemaakt. Deze had een speciale nokkenas, ingesloten klepveren, dubbele bougies en een zuiger en cilinder van het Duitse merk Mahle. Hij leverde ca. 50 pk, maar dat was liefst 6 pk minder dan een 250 cc Honda. In augustus 1965 belegden een aantal Britse merken een vergadering om tot een nieuwe Britse racer, de "World-Beater", te komen. Daarbij waren een aantal directeuren en topconstructeurs aanwezig, zoals Bill Smith (Associated Motor Cycles, waaronder AJS, Matchless en Norton vielen), Bert Hopwood (BSA-groep, vertegenwoordiger van BSA en Triumph), Bertie Goodman (Velocette), Leo Davenport (Royal Enfield), Bert Greeves en vertegenwoordigers van Cotton en DMW. Het plan was toen om één fabrikant een motorblok te laten ontwikkelen en andere geïnteresseerde merken dit blok in eigen frames te laten bouwen. Eind 1965 waren de plannen concreter: De motor zou een watergekoelde viercilinder tweetakt dubbelzuigermotor worden, die in plaats van uitlaatpoorten mechanisch bediende kleppen zou krijgen. |
| 1966 | In Januari 1966 kwam het bericht dat Sir Alfred Owen van de Owen Organization (bouwer van de BRM Formule 1-auto) de motor zou bouwen en de machine zou op een aparte afdeling van Velocette geassembleerd worden. Tijdens de TT van Assen werd bekend dat dr. Joe Ehrlich, bouwer van de EMC-racers, werkte aan een 500cc viercilinder tweetaktmotor die 100 à 110 pk zou leveren. Hij vroeg in Assen Jan Thiel en Martin Mijwaart (van het jonge merk Jamathi) om bij hem in dienst te treden. In november 1966 kwam er weer nieuws over de Britse "World-Beater". Dat was niet erg opwekkend: waarschijnlijk stond er nog niets op papier en men was van plan het opgehaalde geld, omgerekend 70.000 gulden, terug te geven aan de loterijorganisatie die het bij elkaar gehaald had. |
| 1969 | In januari 1969 had het "World-Beater" project eindelijk vorm gekregen. Weslake had een relatief eenvoudige paralleltwin ontwikkeld die in een Rickman Métisse-frame was gehangen, ongeveer 69 pk leverde en uitgebreid getest werd door Phil Read. Inmiddels was ook de firma Reads of Leytonstone betrokken bij het project. Zij beschikte in januari al over een staande twin met dubbele bovenliggende nokkenassen die eerder was tentoongesteld op de stand van Münch op de IFMA. Phil Read nam de aandelen van Reads of Leytonstone over. De bedoeling was dat de machine als productieracer verkocht zou worden maar dat zijspancoureurs ook losse motorblokken zouden kunnen kopen. Er werd ook een uitzondering gemaakt voor Tom Arter en Peter Williams die al langer plannen hadden een Weslake-blok in een Reynolds-frame te monteren. Eind januari werd de machine geprestenteerd. Een "World-Beater" was het niet. De machine moest omgerekend ca. 12.000 gulden gaan kosten. Phil Read startte ermee in de North West 200 in Noord-Ierland, maar moest al na één ronde stoppen omdat de oliedruk wegviel als hij accelereerde. In augustus was het enige nieuws dat de machine "nog niet racerijp" was. In oktober trok Phil Read zich terug uit het project. Read had ook aanbiedingen gekregen voor de Italiaanse voorjaarsraces en ging in de jaren hierna ook weer meer rijden. Hij zou zelfs nog vier wereldtitels halen. |

Na de organisatorische problemen in 1964, waardoor de Grand Prix van Argentinië niet door was gegaan, werd ze van de kalender geschrapt. De organisatie had ook nooit een goede kans gehad. Het was steeds de afsluitende race van het wereldkampioenschap geweest. Het WK was dan in veel klassen al beslist en daarom kwamen de beste teams en coureurs niet naar Argentinië, waardoor het vaak uitdraaide op een nationale Argentijnse race. De Grand Prix van Tsjecho-Slowakije werd aan de kalender toegevoegd, waardoor een record aantal races ontstond: de 250cc-klasse kende liefst 13 wedstrijden. Jammer genoeg moest men in Daytona opnieuw voor lege tribunes rijden, en bovendien kwam Honda daar niet opdagen.
Aermacchi was in 1965 een van de weinige fabrikanten die privérijders van nieuwe motorfietsen kon voorzien. Het was actief in de 250- en de 350cc-klasse met de Aermacchi Ala d'Oro 250 en de Ala d'Oro 350. Hoofdconstructeur Alfredo Bianchi was al begonnen met de ontwikkeling van nieuwe 250- en 500cc fabrieksracers die bovenliggende nokkenassen zouden krijgen, maar de directie van Harley-Davidson, eigenaar van Aermacchi, vond die racers te veel afwijken van de klantenmotoren. Met resp. 30 en 33 pk leverden de Ala d'Oros ongeveer de helft van het vermogen van hun Japanse concurrenten, maar in nationale wedstrijden waren ze desondanks populair. Als semi-fabrieksrijders traden Renzo Pasolini, Gilberto Milani en Alberto Pagani op.
Moto Morini maakte eind 1965 bekend zich terug te trekken uit het wereldkampioenschap omdat men niet in staat was echte topcoureurs te betalen. Men moest echter ook inzien dat men met de eenvoudige eencilinder viertakten niet meer kon opboksen tegen de multicilinder motorfietsen uit Japan die de lichte klassen domineerden. Benelli, dat al viercilinders had, breidde haar activiteiten juist uit. Tarquinio Provini bleef eerste rijder en zou uitkomen in de 250- en de 350cc-klassen, met hulp van Remo Venturi.
MV Agusta deed niet alleen een aanval op de 350cc-titel met de volledig nieuwe MV Agusta 350 3C driecilinder, maar huurde naast Mike Hailwood ook een tweede rijder in, het jonge talent Giacomo Agostini. Agostini had in 1964 de Italiaanse titel van zijn "leermeester" Provini overgenomen. Hailwood en Agostini startten beide ook in de 500cc-klasse en hadden slechts één tegenstander: de rechter bocht bij Sarah's Cottage op Man. Daar vielen ze allebei tijdens de Senior TT en Hailwood's 350 3C ging daar stuk tijdens de Junior TT.
Omdat Alan Shepherd naar Honda vertrok, huurde MZ Derek Woodman als fabrieksrijder in. Naast Woodman bleef het team uit Oost-Duitsers bestaan, waarvan Heinz Rosner de beste was. Shepherd was echter in oktober 1964 flink geblesseerd geraakt en testte in februari 1965 voor het eerst, samen met Woodman, zijn Honda's op Oulton Park. Daarna reisden ze samen naar de DDR om de nieuwe MZ van Woodman te bekijken. Shepherd zou echter nooit meer aan de start van een Grand Prix komen, hij beëindigde zijn carrière voorlopig nadat hij opnieuw was gevallen tijdens het testen van de Honda in Japan. MZ had nog steeds het probleem dat het budget van de racetak, die nog steeds onder leiding van Walter Kaaden stond, zeer beperkt was.
Eind 1965 werd ook duidelijk dat de grote aantallen privécoureurs die nog met Britse machines reden problemen zouden krijgen met hun onderdelenvoorziening. Associated Motor Cycles maakte nog wat onderdelen voor de AJS Boy Racer en de Matchless G50, maar niet voor de Norton Manx. Bovendien werden al deze motorfietsen intussen zeer duur omdat het de enige machines waren die privérijders, vooral in de 500cc-klasse, wilden en konden gebruiken.
Mike Hailwood kon aan het eind van het seizoen 1965 tekenen waar hij wilde. MV Agusta wilde hem graag houden, maar Honda beloofde hem een zescilinder voor de laatste Grand Prix in Japan én een contract voor 1966. Suzuki wilde hem in de 250cc-klasse inzetten maar was zelfs bereid speciaal een 350cc-machine te ontwikkelen om Mike meer wedstrijden te gunnen. Het gebrek aan wedstrijden, ook op nationaal niveau, was een belangrijke reden voor Hailwood om MV Agusta te verlaten. Ten slotte wilde Gilera een geheel nieuwe 500cc viercilinder bouwen om die te laten besturen door Mike Hailwood. In november 1965 tekende Hailwood definitief voor Honda, dat tevens bekendmaakte in 1966 in alle soloklassen, inclusief de 500cc, aan de start te komen. Men wilde Luigi Taveri en Ralph Bryans in de 50- en de 125cc-klassen inzetten en Hailwood in de 250-, 350- en 500cc-klassen. Jim Redman zou dan "non-riding captain" worden. Honda had eigenlijk ook wel behoefte aan een teammanager die behoorlijk Engels sprak en de racewereld kende en bovendien had men al bij verschillende teams gezien dat twee topcoureurs elkaars punten afsnoepten. Redman had echter nog geen zin om te stoppen met rijden. Hij rekende de fabriek voor dat een coureur niet meer dan 500 km per dag mocht rijden en daardoor kon Hailwood niet altijd in drie klassen op één dag starten. Voorlopig hield men het erop dat Redman in de 250- en 350cc-klassen uitkwam en Hailwood in de 350- en 500cc-klassen, maar Redman trad wel op als teammanager. De geruchten kwamen ook weer op gang. Honda wilde haar leidende rol in de 50cc-klasse niet verspelen en zou werken aan een 50cc driecilinder en zelfs een 50cc viercilinder. Er werd ook gemeld dat de nieuwe 500cc Honda "met aan zekerheid grenzende waarschijnlijkheid" een watergekoelde V8 zou zijn. Bovendien zou er gewerkt worden aan 250- en 350cc V8's. Honda zou zelfs al drie 500cc V8's klaar hebben staan en er werd zelfs veronderdsteld dat dit feitelijk Moto Guzzi Otto Cilindri-blokken met een Honda-logo waren, tot bleek dat alle overgebleven Guzzi-blokken nog in Mandello del Lario stonden.
Eveneens in november 1965 kreeg Bill Ivy een vaste aanstelling bij Yamaha. Hij zou in de 125- en de 250cc-klasse worden ingezet, maar welke races zou ook afhangen van het herstel van Mike Duff, die tijdens de laatste GP een beenblessure had opgelopen.
Op 30 mei verongelukte Ramón Torras tijdens een nationale Spaanse wedstrijd, de "Trofeo Brisamar del Moto Club Vendrell" in Comarruga. Hij had toen met zijn Bultaco's al enkele opmerkelijke resultaten geboekt in het WK en werd postuum achtste in de 250cc-klasse en vijftiende in de 125cc-klasse. Op 10 oktober verongelukte Florian Camathias op Brands Hatch. Camathias/Ducret raakten tijdens de wedstrijd in een slip en belandden in een sloot. Ze werden met ernstige verwondingen opgenomen in het ziekenhuis, waar Florian Camathias een dag later overleed. Alan Shepherd was in oktober 1964 flink geblesseerd geraakt en testte in februari 1965 voor het eerst, samen met Derek Woodman, zijn Honda's op Oulton Park. Shepherd zou echter nooit meer aan de start van een Grand Prix komen, hij beëindigde zijn carrière voorlopig nadat hij opnieuw was gevallen tijdens het testen van de Honda in Japan.
1966
De Amerikaanse Grand Prix had twee jaar te lijden gehad onder gebrekkige belangstelling van publiek én topteams en in 1966 kwam ze dan ook niet meer terug op de kalender. De openingswedstrijd werd nu opnieuw de Spaanse Grand Prix, maar de organisatie daarvan schrapte de zijspanklasse waardoor het programma beperkt bleef tot drie races: 50-, 125- en 250cc.
De 50cc-klasse had het moeilijk. Door het wegvallen van Kreidler ging de strijd aanvankelijk alleen tussen Honda en Suzuki en het was moeilijk het startveld met een behoorlijk aantal deelnemers te vullen.
Aan het einde van het seizoen had MV Agusta weliswaar de individuele 500cc wereldtitel en Suzuki die in de 50cc-klasse, maar alle (vijf) constructeurstitels gingen naar Honda. Dat werd in Japan uitbundig gevierd.
Toen het seizoen van start ging bleek Honda in alle soloklassen sterk voor de dag te komen, maar in eerste instantie was het in de 500cc-klasse niet Hailwood, maar Redman die de beste resultaten boekte. Hailwood verscheen zelfs pas in Assen voor het eerst aan de start, maar viel in zijn eerste drie races (Assen, België en Oost-Duitsland) uit. Al met al kon MV Agusta de titel behouden, maar alleen nadat het de nieuwe 500cc driecilinder in de strijd had geworpen. In de 350cc-klasse won Hailwood bijna al zijn races, en in de 250cc-klasse won hij ze allemaal. Luigi Taveri werd kampioen in de 125cc-klasse met een Honda en moest daar hard vechten tegen Bill Ivy met de Yamaha RA 97. Suzuki had in deze klasse het nakijken, maar in de 50cc-klasse werd de titel voor Suzuki binnengehaald door Hans Georg Anscheidt.
Tarquinio Provini had in het voorseizoen alle 250cc-races in Italië gewonnen maar Benelli ging zich daarna helemaal richten op de 350cc-klasse. Hij was (weliswaar met een ronde achterstand) tweede geworden in Duitsland. Tijdens de training voor de Junior TT viel hij hard en brak daarbij zijn rug, waardoor hij zijn carrière moest beëindigen. Hij kwam zelfs in een rolstoel terecht. Na het ongeval van Provini op Man wilde Benelli haar nieuwe 350cc viercilinder met dubbele bovenliggende nokkenassen op Monza laten besturen door Phil Read, die voor Yamaha toch niet in die klasse uitkwam. Read kreeg van Yamaha echter geen toestemming.
Enkele dagen vóór de Japanse Grand Prix testte Ernst Degner de nieuwe 125cc-racer van Kawasaki maar hij kwam daarbij hard ten val door een kettingbreuk. Hij liep vrij ernstig hoofdletsel op en hoewel hij vrij snel herstelde beëindigde hij op dat moment zijn carrière waar het motorfietsen betrof.
In het voorjaar kwam de Auto-Cycle Union, de organisatie van de Isle of Man TT, door een staking van Britse zeelieden in grote problemen. De TT kon daardoor niet doorgaan en de reglementen van de FIM voorzagen wel in het afgelasten van een evenement, maar niet in het eventueel verschuiven van de datum. Dat laatste was precies wat de ACU wilde: een nieuwe datum tussen de Ulster Grand Prix en de Grand Prix des Nations in. Dat zou voor de teams gunstig zijn omdat het eiland Man dan precies op hun reisroute zou liggen, onderweg van Ulster naar Monza.
Toen de FIM de Japanse Grand Prix toewees aan de Fuji Speedway was men bij Honda kwaad. Tot dan toe was deze GP altijd op Suzuka, het eigen circuit van Honda, verreden. Honda dreigde niet te verschijnen als men bij deze beslissing bleef. Het protest van Honda had overigens niet zozeer betrekking op de keuze van een ander circuit, maar juist dat van Fuji dat een recht stuk van 6 km had en daarna alleen nog maar bochten, waarvan een aantal opgehoogd was waardoor de snelheden heel hoog opliepen. Honda was niet de enige die dit een gevaarlijke baan vond. Hoe dan ook, door niet te verschijnen gaf Honda haar kansen op de 50cc wereldtitel op. Hoewel zowel Bryans als Taveri, beiden Honda-coureurs, 26 punten hadden en Suzuki-rijder Anscheidt 25, bleef Honda weg. Daardoor kon Anscheidt de wereldtitel grijpen.
Midden in de TT-week op Man maakte Jim Redman bekend dat hij zijn racecarrière definitief zou afsluiten. Er maakten nog meer coureurs bekend dat ze hun loopbaan zouden beëindigen: Van Max Deubel was dat al bekend, maar Fritz Scheidegger, nog steeds verontwaardigd over zijn diskwalificatie in de Sidecar TT wilde ook stoppen. Daarnaast stopten Frank Perris en Paddy Driver. Perris stelde zijn besluit nog even uit toen hij van Benelli het aanbod kreeg de nieuwe 350cc viercilinder in Japan te rijden. Het seizoen eiste ook dodelijke slachtoffers, met name de Isle of Man TT: tijdens de trainingen verongelukte Toshio Fujii en tijdens de Lightweight 250 cc TT de 47-jarige Brian Duffy.
1967
De FIM drong er in 1967 bij organisatoren op aan meer dan drie klassen per raceweekend te organiseren. De Spaanse organisatoren besloten daarop om de zijspanklasse aan het programma toe te voegen. De Japanse Grand Prix werd opnieuw in Fuji gehouden, maar nu zonder de opgehoogde bochten die in 1966 op weerstand waren gestuit. De nieuw toegevoegde Grand Prix van Canada werd tijdens het seizoen een week verschoven, van 23/24 september naar 30 september. De FIM deed hier niet zo moeilijk over als over de verplaatsing van de Isle of Man TT van 1966 door een zeeliedenstaking, maar had op het najaarscongres van 1966 al besloten dat in een dergelijk geval een GP wel verplaatst kon worden, maar dan op straffe van uitsluiting voor het WK van het jaar erna. Men wist toen nog niet dat er nooit een tweede Canadese Grand Prix zou komen. In maart 1967 hield de World Championship Rider's Association (WCRA) haar oprichtingsvergadering en stelde richtlijnen op over startplaatsen voor topcoureurs en startgelden.
Al in november 1966 maakte Honda haar plannen voor 1967 bekend: men zou nog maar drie coureurs inzetten: Ralph Bryans en Luigi Taveri in de 50- en de 125cc-klassen en Mike Hailwood in de 250-, 350- en 500cc-klassen. Dat was een teleurstelling voor Stuart Graham, die als vervanger voor de geblesseerde Jim Redman was opgetreden. Graham kreeg echter een contract bij Suzuki aangeboden, door bemiddeling van Hugh Anderson persoonlijk. Anderson wilde stoppen met racen en ging zelf op zoek naar een vervanger. In januari 1967 maakte ook Luigi Taveri bekend dat hij met racen wilde stoppen. Honda stapte uiteindelijk helemaal uit de 50- en de 125cc-klassen en Ralph Bryans kwam samen met Hailwood uit in de 250- en de 350cc-klassen. Luigi Taveri wilde nog niet stoppen met racen en kreeg een 125cc Honda vijfcilinder om deel te nemen aan internationale races buiten het wereldkampioenschap. John Surtees werd gecontracteerd door Honda voor de Formule 1. Dat was wel degelijk belangrijk voor de wegraceliefhebbers, want hieruit bleek dat de focus van Honda steeds meer opschoof in de richting van de autosport en Honda verklaarde dat uiteindelijk zelf in maart 1967. Mike Hailwood vond het frame van zijn 500cc Honda RC 181 zó slecht, dat hij de fabriek verzocht de hulp van Europese framebouwers in te roepen. Hij was al behoorlijk ver met het testen van een Paton-frame toen de fabriek het project stopte, waarschijnlijk geschrokken door de grote publiciteit. Toch bleef Hailwood het hele seizoen openlijk klagen over de stuurkwaliteiten van de Honda's, met name van de RC 181.
Bij MZ maakte men in november 1967 bekend dat er in 1968 nog slechts één fabriekscoureur zou zijn: Heinz Rosner, die in de 125-, 250- en 350cc-klasse zou uitkomen.
Toen Associated Motor Cycles in 1966 verkocht werd leek de raceafdeling, die alleen nog onderdelen voor de AJS Boy Racer, de Matchless G50, de Norton 30M en de Norton 40M maakte, het kind van de rekening te worden. Die verouderde eencilinders waren voor privérijders nog het enige middel om aan races deel te nemen. De redding kwam van Colin Seeley, die begin 1967 deze afdeling overnam.
Helmut Fath had enorm veel pech met zijn zelfbouw URS viercilinder zijspanracer. Hij haalde geen enkel punt in het WK, maar viel bijna altijd op kop liggend uit door een of ander probleem: een gebroken koppelingskabel, een gescheurde zuiger of een defecte versnellingsbak. Alleen in een internationale race in Brands Hatch was hij succesvol: die wist hij te winnen. Het was zijn eerste overwinning sinds 1961.
Mike Hailwood had in september 1967 nog goede hoop voor het seizoen 1968. Hij wist op dat moment dat hij praktisch kansloos was om nog 500cc kampioen te worden en stelde bij Honda voor om in 1968 Peter Williams als tweede rijder voor de 500cc-klasse in te huren. Bij Honda eindigde het seizoen in verwarring: Mike Hailwood dreigde zijn contract niet te verlengen als de betrouwbaarheid van de 250cc- en de handelbaarheid van de 500cc-racer niet verbeterd zouden worden. Het geld dat Honda inmiddels voor de Formule 1 reserveerde was hem een doorn in het oog. Luigi Taveri had in 1967 niet gereden, maar stond nog steeds onder contract. Hij werd in oktober naar Japan gehaald, en dacht dat hij nieuwe 50- en 125cc-racers zou gaan testen. In plaats daarvan werd hij gehuldigd voor zijn prestaties voor Honda. Enkele weken later maakte hij bekend dat hij definitief zou stoppen met racen. Eind november maakte Honda bekend wie haar rijders voor 1968 waren: Ralph Bryans voor de 250- en 350 cc en Mike Hailwood voor de 250-, 350- en 500cc.
Al met al gingen de belangrijkste gevechten tussen Agostini en Hailwood, die het zowel in de 350- als de 500cc-klasse zonder steun van een tweede rijder tegen elkaar opnamen. De strijd eindigde gelijk: Hailwood werd kampioen in de 350cc-klasse, Agostini in de 500cc-klasse.
Fritz Scheidegger besloot zijn carrière toch voort te zetten nadat hem de overwinning van de Sidecar TT van 1966 alsnog toegekend was, maar ook naar aanleiding van de grote steun die hij had ondervonden na de aanvankelijke diskwalificatie. Samen met zijn bakkenist John Robinson wilde hij een derde opeenvolgende wereldtitel halen. Kort na dit besluit verongelukte hij echter op eerste paasdag 1967 tijdens een race op Mallory Park.
1968
Eind februari 1968 maakte de FIM bekend dat er beperkingen zouden komen voor de 50cc-klasse, om de kleinere fabrikanten meer kans te geven. In mei moesten de Fransen melden dat hun Grand Prix niet kon doorgaan door het uitbreken van een algemene staking als gevolg van de Parijse studentenrevolte. Wat iedereen eigenlijk al wist werd pas op 2 september officieel aan de FIM gemeld: de organisatie in Japan schrapte haar eigen Grand Prix van de kalender. In Japan was het sponsorgeld van de eigen merken weggevallen nu die feitelijk nauwelijks nog bij de wegrace betrokken waren.
Honda zorgde voor sensatie toen men meldde dat het merk uit het wereldkampioenschap wegrace zou stappen. Dat gebeurde terwijl de contracten voor de coureurs al getekend waren. Honda betaalde haar coureurs gewoon door, waardoor het ze tevens onmogelijk gemaakt werd voor enig ander merk in het wereldkampioenschap aan te treden. Bovendien kregen ze hun fabrieksracers wel tot hun beschikking: Ralph Bryans de 125- en 250cc-machines en Mike Hailwood de 350- en 500cc-machines. Ze mochten er echter niet mee in WK-races rijden. Mike Hailwood stond met lege handen. Hij was pas 27 jaar oud en had net het aantal wereldtitels (9) van Carlo Ubbiali geëvenaard. Vanzelfsprekend wilde hij dit record verbeteren en zijn strijd tegen Giacomo Agostini voortzetten.
Ralph Bryans werd nog even genoemd als 125cc-rijder voor Suzuki, maar begin maart maakte ook die fabriek bekend te stoppen met races. Zowel Hans Georg Anscheidt als Stuart Graham mochten de 50cc Suzuki RK 67 tweecilinders echter - zonder fabriekssteun - blijven gebruiken, ook in het WK. Dat waren machines die ook in 1968 nog als onverslaanbaar te boek stonden. Stuart Graham vond dit een goed moment om zijn carrière af te sluiten. Anscheidt kon gewoon deelnemen aan het 50cc kampioenschap en het 125cc kampioenschap.
Yamaha was in elk geval snel zeker van haar zaak: nog voor het begin van het seizoen maakte men bekend dat de monteurs al vroeg (na de TT van Man óf de TT van Assen) teruggetrokken zouden worden, zodat Bill Ivy en Phil Read zelf maar moesten zorgen voor het onderhoud van hun dure fabrieksracers. Na twee GP's was al duidelijk dat deze beiden geen echt team vormden. Bij de start van de Grand Prix van België was de rolverdeling bij Yamaha duidelijk: Ivy moest 250cc-kampioen worden en de 125cc-klasse zou voor Read zijn. Het uitvaardigen van teamorders was echter in strijd met de wedstrijdreglementen en de openlijke ruzie tussen Ivy en Read na de 250cc-race in Tsjechoslowakije leidde in elk geval tot een "vriendelijk gesprek" tussen FIM-sportcommissaris Henk Burik en Phil Read voor aanvang van de Grand Prix van Finland. Er was echter geen kans meer op het opvolgen van teamorders, want de ruzie tussen Ivy en Read was nog niet over en ze zouden elkaar zeker niet meer steunen.
MZ had na het wegvallen van sponsor Castrol geld gegenereerd door productieracers te verkopen via het postorderbedrijf Neckermann. Deze "Neckermann-MZ's" leken op fabrieksracers maar waren iets minder snel. Daardoor moesten ze betrouwbaar zijn, want reservedelen werden niet geleverd. Betrouwbaar waren ze zeker: tijdens de eerste Grand Prix viel meer dan de helft van de deelnemers in de 125cc-klasse uit, maar de MZ's niet: doordat ze niet kapotgingen moest de pers zelfs raden hoe de motor eruitzag, want de stroomlijnkuipen bleven er allemaal op zitten.
In de Mototempora Romagnola verschenen alle grote sterren met hun fabrieksracers. Hailwood had nu een Reynolds-frame voor zijn Honda RC 181, maar viel zowel in Rimini als in Cesenatico. In beide plaatsen won hij wel de 350cc-klasse. Op tweede paasdag werd de "Shell Golden Shell" verreden op Imola. Dit was de wedstrijd die eerder bekendstond als "Coppa d'Oro Shell". Het had het hele paasweekeinde geregend en ook tijdens de eerste twee races (350- en 250cc) gebeurde dat. Hailwood leidde de 350cc-klasse zes ronden lang, maar viel opnieuw uit, ditmaal met een kapotte versnellingsbak. Renzo Pasolini won de 350cc-race met de nieuwe Benelli viercilinder die nu 16 kleppen had. Giacomo Agostini (nog met de MV Agusta driecilinder van 1967) werd tweede en Phil Read derde met een tot 251cc opgeboorde Yamaha RD 05 viercilinder. Peter Williams verscheen met een bijzondere versie van de 350cc AJS Boy Racer: zijn machine was uitgerust met een Lockheed-schijfrem en de benzinetank zat aan de zijkant in de dolfijnkuip. Ook in de 500cc-klasse verschenen nieuwe, experimentele motorfietsen: Alberto Pagani viel met kapotte achterschokdempers uit met de nieuwe Linto tweecilinder en Jack Findlay trainde alleen met de driecilinder Cardani. Hij kon niet starten omdat de veertjes van de gasschuiven niet goed waren. In de race ging het tussen Agostini met de MV Agusta en Hailwood met de Honda, die nu wel heel bleef. In de training waren ze even snel geweest maar in de race werd Agostini op 20 seconden achterstand gereden. John Cooper werd met een Seeley derde, maar hij had al een ronde achterstand. Eind april, tijdens races in Cervia, leidde Bill Ivy de 125cc-race van start tot finish. De 250cc-klasse werd ook beheerst door Yamaha, omdat alleen Ivy en Read het tegen elkaar opnamen. Ivy won ook deze race. Read startte dit keer wel met de 251cc Yamaha in de 350cc-race, die echter werd gewonnen door Giacomo Agostini. Read viel zelfs uit. Mike Hailwood werd ingehaald door Agostini en Pasolini omdat zijn remmen slechter werden. In de 500cc-klasse moest Agostini in de achtste ronde de pit opzoeken met versnellingsbakproblemen. Daardoor kon Hailwood gemakkelijk winnen. Bergamonti werd met de Paton tweede en Cooper werd derde.
Voor pers en publiek was al ver vóór het begin van het WK-seizoen 1968 duidelijk dat het een saai racejaar zou worden. De winnende merken stonden nu immers al vast: Suzuki in de 50cc-klasse, Yamaha in de 125- en 250cc-klassen, MV Agusta in de 350- en 500cc-klassen en BMW in de zijspanklasse. Toch viel dat mee; de 50cc Suzuki was zonder fabrieksteun niet zo sterk als gedacht, in de 125- en 250cc-klassen maakten de Yamaha-coureurs elkaar het leven zuur en in de zijspanklasse was de URS van Helmut Fath onverwacht sterk. Maar in de 350- en 500cc-klassen was er nooit strijd. Giacomo Agostini won alle races in beide klassen.
Voor de Isle of Man TT bood graaf Domenico Agusta een aantal Britse rijders zijn MV Agusta's aan. Mike Hailwood moest passen omdat hij nog onder contract stond bij Honda en Stuart Graham omdat het aanbod kwam nadat de inschrijving al gesloten was, maar John Hartle ging er wel op in. Hij had in november 1967 al bekendgemaakt dat hij weer raceplannen had en meteen twee Nortons aangeschaft. Hij hoefde alleen zijn ingeschreven motoren te veranderen, wat door het FIM-reglement was toegestaan. Drie maanden later kon Hailwood kennelijk wél ingaan op het aanbod van Agusta. Er waren hem voor de GP des Nations al Benelli's aangeboden, maar ook MV Agusta's. Kort voor de kwalificatie bepaalde graaf Agusta echter dat Agostini zowel de 350- als de 500cc-klasse moest winnen en daar was Hailwood niet van gediend. Hij ging alsnog in op het aanbod van Benelli, trainde erg snelle tijden met de verbeterde 500cc viercilinder maar slipte in de wedstrijd al na twee ronden.
In november 1968 maakte de FIM enkele kleine reglementswijzigingen bekend, maar de nieuwe formule voor de 50- en de 125cc-klasse werd uitgesteld tot 1970. De Auto-Cycle Union meldde dat de 50 cc TT in 1969 in elk geval zou vervallen.
1969
De FIM bepaalde dat organisatoren in 1969 minstens vijf klassen in hun programma moesten opnemen. Bij de Ulster Grand Prix had men in 1959 de zijspanklasse geschrapt vanwege de hoge startgeldkosten, maar die kwam in 1969 terug. De 125cc-klasse werd daarentegen geschrapt en vervangen door de 50cc-klasse. Die was niet erg populair, maar men verwachtte er meer spanning dan in de 125cc-klasse. Vooral de 50cc en de zijspanklasse profiteerden van de nieuwe regel: de 50cc kreeg tien races en de zijspanklasse zeven. Er kwam een nieuwe WK-race bij: De Grand Prix van Joegoslavië kreeg WK-status en sloot het seizoen af. Er kwam ook een nieuwe puntentelling, waardoor van nu af aan de eerste 10 finishers punten kregen. Dat had geen grote gevolgen voor de WK-stand, maar wel voor de lengte van de lijst van coureurs met punten. Hoewel de FIM in eerste instantie had aangegeven dat er vóór 1970 geen technische wijzigingen zouden komen, werd in de winter van 1968-1969 toch een ander besluit genomen, rijkelijk laat voor producenten die al volop bezig waren met de ontwikkeling van hun motoren: Vanaf 1969 mochten de 50cc-racers nog maar één cilinder hebben en de 125cc-racers maximaal twee.
Yamaha presenteerde in november 1968 haar nieuwe TD 2 en TR 1 productieracers. Begin januari 1969 maakte Yamaha echter bekend te zullen stoppen met wegraces. Daarmee haakte de laatste Japanse fabrikant af, want ook Kawasaki, dat zich beperkt had tot steun aan Dave Simmonds in de 125cc-klasse, was gestopt. Phil Read en Bill Ivy kregen de nieuwe 250- en 350cc productieracers aangeboden. De tweecilinder Yamaha-productieracers konden in de 250- en zelfs de 350cc-klasse uitstekend meedoen.
Begin 1969 maakte Mike Hailwood bekend definitief te stoppen met motorracen. Ook Hans Georg Anscheidt beëindigde zijn carrière. Zijn 125cc tweecilinder Suzuki droeg hij over aan de Nederlander Cees van Dongen. Giacomo Agostini gaf in maart aan dat hij in september 1969 zou stoppen met motorraces.
Pas zeven jaar na de invoering van de 50cc-klasse in het wereldkampioenschap stelde ook de Auto-Cycle Union een Brits kampioenschap in. De 50cc-racers moesten hun titel echter bestrijden in kleine, onbelangrijke clubwedstrijden.
Op 22 juli 1969 werd het verbod tot het hijsen van de Vlag van de Duitse Democratische Republiek opgeheven door de regering van Willy Brandt. Dat had behalve politieke gevolgen ook sportieve, want nu konden de Oost-Duitse sporters eindelijk onder hun eigen nationaliteit genoemd worden. Ze hadden zich om die reden al teruggetrokken uit de Grand Prix van Duitsland en de tweedaagse van Bergamo.
Na de TT van Assen maakte Benelli bekend dat de 350cc viercilinder op stal zou blijven en dat Kel Carruthers een fabriekscontract kreeg. Carruthers had in de Isle of Man TT de geblesseerde Renzo Pasolini vervangen en in Assen samen met Pasolini gereden.
Een bijzondere verschijning was de 125cc zelfbouwracer van de Oostenrijker Heinz Kriwanek. Het buisframe had platgeslagen delen waar het gelast was, slechts vijf versnellingen en maar één achterschokdemper. Er zat een vrijwel standaard Rotax-tweetaktmotortje in. Kriwanek haalde er opmerkelijke resultaten mee: Derde in Duitsland en tweede in de DDR. In het WK eindigde hij als vijfde. Zijn machine bleek ook de lichtste van het hele veld met slechts 70 kg.
Colin Seeley was in 1967 de reddende engel voor de Norton-coureurs geweest, toen hij de productierechten voor de Norton Manx modellen overnam van Associated Motor Cycles. In september 1969 bood hij ze echter weer te koop aan, want hij wilde zich concentreren op de Seeley-racers, die allemaal voorzien waren van Matchless G50- en AJS Boy Racer blokken. In feite waren deze motoren op de cilinderinhoud na identiek.
Na de dood van Bill Ivy tijdens de Grand Prix van de DDR werd Jack Findlay, die in Parijs woonde en onder Franse licentie reed, aangetrokken als vervanger door het team van Jawa.
Het seizoen werd weer geopend met de Italiaanse voorjaarscompetitie. Bij de eerste race in Rimini probeerde men Mike Hailwood voor veel geld aan de start te krijgen, maar dat mislukte bij gebrek aan een motorfiets. Het werd aldus een Italiaans onderonsje waarbij de belangrijkste klasse (500cc) door Agostini met de MV Agusta werd gewonnen. Dat deed hij een week later in Modena opnieuw. In Riccione was een goed internationaal startveld aangetrokken, met onder anderen Giacomo Agostini, Angelo Bergamonti, Ralph Bryans, Stuart Graham, Mike Hailwood, Alberto Pagani, Renzo Pasolini en Phil Read. Hailwood had de beschikking over de viercilinder Honda RC 181, maar nu in het speciaal voor hem gebouwde Reynolds-frame. De machine was echter niet up to date: ze was eigendom van Hailwood zelf en vervangingsonderdelen had hij niet. Hij kon zelfs de versnellingen niet aanpassen aan het circuit. Bryans reed met de 125- en 250cc ex-fabrieks Honda's van Luigi Taveri die uit het Transportmuseum in Luzern gehaald waren maar ook niet helemaal raceklaar waren. Graham wilde met zijn 125cc Suzuki starten, maar moest de (verplichte) trainingen gebruiken om te sleutelen en kon niet eens deelnemen. Phil Read had de aftandse Yamaha TD 1 B die drie jaar eerder in de Manx Grand Prix was ingezet en veel te langzaam was. Het leek er aldus op dat de grote namen meer voor het startgeld dan voor serieuze deelname waren gekomen. Mike Hailwood toucheerde 3.000.000 lire (18.000 gulden) voor zijn optreden. Pasolini en Agostini maakten er in de 350cc-race in elk geval een spannend gevecht van, dat voor de derde keer door Pasolini (Benelli) gewonnen werd. In de 500cc-race leek het tot halverwege de wedstrijd spannend omdat Agostini toen pas het gas volledig open draaide. Hailwood kon met de veel tragere Honda de tweede plaats wel vasthouden. De enige niet-Italiaan die een race won was Ralph Bryans die de 125cc op zijn naam schreef. In Cervia was de buitenlandse deelname weer beperkt, maar Bryans wist toch de 125cc-race weer te winnen. Pasolini won alweer de 350cc-race, waarin Agostini dit keer uitviel met een kapotte versnellingsbak. De laatste Italiaanse kampioensrace in San Remo werd nog tijdens het lopende WK-seizoen verreden, in de pauze die tussen de Franse GP en de Isle of Man TT was ingelast. Belangrijke coureurs ontbraken hier: Agostini omdat hij de 500cc-titel al binnen had en Pasolini omdat hij geblesseerd was (sleutelbeenbreuk) maar voor de 350cc-titel maakte dat ook niet meer uit: die was voor hem.
Graaf Domenica Agusta was het niet eens met de beslissing de Italiaanse Grand Prix van Monza naar Imola te verhuizen en daarom liet hij tijdens die race de 350- en 500cc driecilinders op stal staan. Hij ontnam daarmee ook de Italiaanse fans hun kersverse dubbelkampioen Giacomo Agostini in actie te zien.
Na het FIM-congres in oktober 1969 was er meer duidelijk over de veranderingen in de reglementen. In 1970 mochten zowel de 125- als de 250cc-machines niet meer dan twee cilinders en zes versnellingen hebben. Dat betekende het einde van de Benelli-viercilinders maar ook van de Moto Villa viercilinder tweetakt, die nog niet eens uit het prototype-stadium was gekomen. Benelli had zelfs aangekondigd te gaan werken aan een 250cc zescilinder, maar die was uiteraard ook niet meer nodig. Beide teams restte alleen hun duur ontwikkelde machines te vergroten tot 350cc, maar de gebroeders Villa deden dat niet.
In december 1969 werd bekend dat het Van Veen-Kreidler team uit elkaar zou vallen. Aalt Toersen bood zijn ontslag aan (hij was werknemer bij van Veen) en hetzelfde deed Jan Smit, die man die de racers prepareerde.
In augustus 1969 gaven drie zijspantoppers te kennen dat ze wilden stoppen met races: Helmut Fath, Klaus Enders en Georg Auerbacher. Fath was toen door een ongeluk in een Finse internationale race al voor de rest van het seizoen uitgeschakeld. Alle drie vonden ze de kosten te hoog worden, temeer omdat de startgelden steeds lager werden. Enders had zijn zijspancombinatie al doorverkocht en die van Auerbacher stond te koop. Uiteindelijk kwamen Enders en Auerbacher in 1970 gewoon weer aan de start en ze werden zelfs eerste en tweede. Helmut Fath werd door de nieuwe compagnon van Friedl Münch, een zekere Bell, uitgenodigd om te gaan samenwerken. Bell wilde Münch-URS racers gaan maken met de URS-viercilinders, zowel voor de 500cc-klasse als de zijspanklasse.
Toen Yamaha besloot de stoppen wilde Bill Ivy dat aanvankelijk ook doen. Hij wilde beat-artikelen gaan verkopen (hij werd door zijn kapsel al jarenlang "Beatle" genoemd), kocht toen een Formule 2 auto, maar in mei 1969 had hij al twee raceauto's totall loss gereden. Hij was toen al gaan rijden met de nieuwe Jawa 350 cc V4. Een vastloper met deze motor kostte hem uiteindelijk zijn leven.

## Puntentelling
In de jaren zestig bleef de puntentelling aanvankelijk gehandhaafd, maar in 1969 werd ze veranderd:
| Punten: | 8  | 6  | 4  | 3  | 2  | 1  |    |    |    |     |
| 1969:   | 1e | 2e | 3e | 4e | 5e | 6e | 7e | 8e | 9e | 10e |
| Punten: | 15 | 12 | 10 | 8  | 6  | 5  | 4  | 3  | 2  | 1   |

### Aantal (tellende) wedstrijden
De telling van het aantal wedstrijden was opnieuw erg ingewikkeld. Bij een even aantal wedstrijden werd het aantal wedstrijden gehalveerd en daar werd er één bij opgeteld. Dat betekende bijvoorbeeld in de 250cc-klasse van 1960: 6:2+1=4 tellende resultaten. In de andere klassen werd een oneven aantal wedstrijden gereden. Daar werd er eerst 1 bij opgeteld en daarna werd het aantal gehalveerd. Voor de 500cc-klasse van 1960 (7 wedstrijden) was dat bijvoorbeeld (7+1):2=4 tellende resultaten.
|         | Races             | Tellend           | Races             | Tellend           | Races | Tellend | Races | Tellend | Races | Tellend | Races | Tellend | Races | Tellend | Races | Tellend | Races | Tellend | Races | Tellend |
| ------- | ----------------- | ----------------- | ----------------- | ----------------- | ----- | ------- | ----- | ------- | ----- | ------- | ----- | ------- | ----- | ------- | ----- | ------- | ----- | ------- | ----- | ------- |
| Jaar    | 1960              | 1960              | 1961              | 1961              | 1962  | 1962    | 1963  | 1963    | 1964  | 1964    | 1965  | 1965    | 1966  | 1966    | 1967  | 1967    | 1968  | 1968    | 1969  | 1969    |
| 50cc    | nog niet verreden | nog niet verreden | nog niet verreden | nog niet verreden | 10    | 6       | 9     | 5       | 8     | 5       | 8     | 5       | 6     | 4       | 7     | 4       | 5     | 3       | 10    | 6       |
| 125cc   | 5                 | 3                 | 11                | 6                 | 11    | 6       | 12    | 7       | 11    | 6       | 12    | 7       | 10    | 6       | 12    | 7       | 9     | 5       | 11    | 6       |
| 250cc   | 6                 | 4                 | 11                | 6                 | 10    | 6       | 10*   | 6       | 11    | 6       | 13    | 7       | 12    | 7       | 13    | 7       | 10    | 6       | 12    | 7       |
| 350cc   | 5                 | 3                 | 7                 | 4                 | 6     | 4       | 7     | 4       | 8     | 5       | 9     | 5       | 10    | 6       | 8     | 5       | 7     | 4       | 10    | 6       |
| 500cc   | 7                 | 4                 | 10                | 6                 | 8     | 5       | 8     | 5       | 9     | 5       | 10    | 6       | 9     | 5       | 10    | 6       | 10    | 6       | 12    | 7       |
| zijspan | 5                 | 3                 | 6                 | 4                 | 6     | 4       | 5*    | 3       | 6     | 4       | 7     | 4       | 6     | 4       | 8     | 5       | 6     | 4       | 7     | 4       |

* Frankrijk wegens zware regenval afgelast

## Klassen

### 50cc
1961
De 50cc-klasse was in de jaren vijftig populair geworden in een groot aantal landen, zoals Joegoslavië, Spanje, Duitsland (waar men de "Moto Cup" klasse kende) en Nederland (waar men "bromfietsraces" organiseerde). In 1961 experimenteerde de FIM met een eenmalig Europees kampioenschap met wedstrijden in Duitsland, Spanje, Joegoslavië, Nederland en België. Kreidler domineerde de Moto Cup al een tijdje met Hans Georg Anscheidt, maar durfde met de 6½ pk Kleidler Florett de confrontatie toch niet aan te gaan. Daarom ontwikkelde men een speciale fabrieksracer met liefst twaalf versnellingen, waarmee Anscheidt deze "Coupe d'Europe" wist te winnen. Wolfgang Gedlich werd met een Kreidler tweede en de Belg Pierrot Vervroegen met een Itom derde. Henk van Veen, toen nog importeur van Hercules scooters, kwam vaak in Duitsland en was onder de indruk van de Kreidler racers. Bij ingenieur Hilber wist hij een dergelijke machine los te praten voor de wedstrijd op Zandvoort. Die werd ter beschikking gesteld aan Cees van Koeveringe, maar zonder de twaalfversnellingsbak. Die was zo ingewikkeld (vier voetversnellingen en drie handversnellingen), dat de tijd voor van Koeveringe te kort zou zijn om het schakelpatroon onder de knie te krijgen. Van Koeveringe werd op Zandvoort vierde en was de laatste coureur die niet op een ronde was gereden door Anscheidt.
1962
In 1962 werd de 50cc-klasse in het wereldkampioenschap geïntroduceerd. Honda kwam aan de start met de RC 110 fabrieksracer en de CR 110 productieracer. Kreidler had dankzij de ontwikkelingen van 1961 al een technische voorsprong. Hoewel de voormalige "grootheden" Italië en Groot-Brittannië nogal neerkeken op de nieuwe klasse, kreeg ze van de FIM meteen tien wedstrijden. De strijd leek tussen Kreidler en Honda te gaan, maar in de Isle of Man TT verscheen Ernst Degner met zijn nieuwe Suzuki RM 62 en hij won vier wedstrijden achter elkaar. Kreidler zette misschien te veel in op Hans Georg Anscheidt, waardoor de Nederlande Jan Huberts niet altijd de snelste machine kreeg. Hij versloeg soms Anscheidt wél, maar Degner niet. Honda gaf in Frankrijk een overwinning cadeau aan Huberts toen men de leidende Kunimitsu Takahashi liet wachten op Luigi Taveri. Het seizoen werd nog even spannend toen Degner zich in de Ulster Grand Prix blesseerde, maar uiteindelijk wist hij toch de titel te pakken.
1963
Honda trok zich in 1963 terug uit de 50cc-klasse. Kreidler had nog slechts één fabrieksrijder, Hans Georg Anscheidt. Suzuki had als nieuwe kopman Hugh Anderson. Anscheidt won met zijn Kreidler de eerste race en Spanje, waar José Busquets met zijn Derbi derde werd achter Anderson. Suzuki bleek zijn stalorders nog niet op orde te hebben: tijdens de 50 cc TT pikte Mitsuo Itō de eerste plaats van teamgenoot Anderson af en in Assen deed Ernst Degner hetzelfde. Daardoor kon Anscheidt met zijn Kreidler de aansluiting houden. Bovendien eindigde Anderson in België slechts op de vierde plaats àchter Anscheidt. In Finland won Anscheidt, en opnieuw eindigde Anderson achter zijn teamgenoot Itō, wat weer onnodig punten kostte. Anscheidt kwam zelfs op gelijke hoogte (33 punten) met Anderson. Anscheidt ging echter niet naar Argentinië en Japan. In Argentinië won Anderson, waardoor hij qua overwinningen op gelijke hoogte kwam met Anscheidt maar 8 punten meer had gescoord. De wereldtitel was daardoor veiliggesteld. Suzuki startte uiteraard ook in Japan, maar daar debuteerde de 1964 Honda RC 113 tweecilinder. Luigi Taveri won de wedstrijd vóór de Suzuki's van Anderson en Shunkishi Masuda.
1964
Het duurde in 1964 te lang eer men bij Honda de RC 113 tweecilinder goed aan het lopen kreeg. Men reisde niet af naar de openingsrace op de Daytona International Speedway waar Suzuki met Anderson, Morishita en Itō de eerste drie plaatsen pakte. Daarna viel Honda-coureur Ralph Bryans in Spanje en Frankrijk uit. In Spanje won Anscheidt (Kreidler) en in Frankrijk won Anderson. 
In de 50 cc TT op Man werd Bryans tweede achter Anderson, maar daarna won hij drie GP's: Nederland, België en Duitsland. Het was echter te laat; zijn achterstand op Anderson was al te groot geworden. Anderson werd wereldkampioen, Bryans werd tweede en Anscheidt werd derde. Na een zware val in Japan in 1963 was Ernst Degner pas in september 1964 weer fit genoeg om te starten, maar toen was het 50cc seizoen al afgelopen.
1965
De 50cc-klasse, hoewel nog steeds niet populair in enkele landen, was waarschijnlijk de spannendste van het hele seizoen 1965. Hier waren de Honda RC 115 en de Suzuki RK 65 tegen elkaar opgewassen en na zeven van de acht wedstrijden was het kampioenschap nog onbeslist. Uiteindelijk trok Ralph Bryans (Honda) aan het langste eind en in de laatste race verloor Hugh Anderson (Suzuki) zijn tweede plaats zelfs nog aan Luigi Taveri (Honda).
1966
In 1966 kreeg de 50cc-klasse slechts zes wedstrijden, en bijna waren dat er zelfs vijf geworden omdat de organisatie van de Isle of Man TT best van deze klasse af wilde. Bij minder dan 25 deelnemers mocht ze reglementair geschrapt worden, maar er waren 29 inschrijvingen. Hans Georg Anscheidt was nu in dienst van Suzuki maar had als teamgenoot Hugh Anderson. De 50cc-klasse, hoewel niet overal populair, bleef het langst spannend. Voor de laatste wedstrijd in Japan was ze nog niet beslist, want de Honda's en de Suzuki's waren allemaal sterk. Ralph Bryans en Luigi Taveri (beiden Honda) hadden allebei 26 punten en Anscheidt had er 25. Honda was het niet eens met de keuze voor de Fuji Speedway en verscheen uit principiële overwegingen niet bij haar eigen thuis-Grand Prix. Dat betekende bijna automatisch dat men de 50cc wereldtitel opgaf, want Anscheidt had nu aan een tweede plaats genoeg om wereldkampioen te worden. Vreemd genoeg werd hem die tweede plaats bijna door een teamgenoot onthouden. De race werd namelijk gewonnen door Yoshimi Katayama. Anscheidt werd weliswaar tweede, maar het verschil met Hugh Anderson bedroeg slechts 0,1 seconde. Als Anderson iets sneller was geweest, was de wereldtitel alsnog naar Ralph Bryans gegaan.
1967
In 1967 trok Honda zich terug uit de 50cc-klasse en toen werd eigenlijk duidelijk dat de WK-status deze klasse helemaal geen goed had gedaan. De Europese merken, die aan de wieg van deze klasse hadden gestaan, speelden geen enkele rol meer nadat de Japanse merken met hun dure tweecilinders alle titels binnenhaalden. Bovendien was het intussen heel moeilijk geworden een redelijk gevuld startveld te krijgen. In Frankrijk finishten slechts 5 coureurs en in de Isle of Man TT 13. Suzuki was met de RK 67 oppermachtig: geen enkel ander merk wist een 50cc Grand Prix te winnen. De eerste drie plaatsen in de eindstand werden bezet door Suzuki's.
1968
Met nog steeds slechts vijf wedstrijden was de 50cc-klasse ook in 1968 nog erg beperkt. Zonder fabriekssteun moesten de Suzuki-rijders het seizoen afwerken, wat Anscheidt ertoe bracht de Isle of Man TT over te slaan omdat het startgeld niet genoeg was om de reis te betalen. Hij had toen al twee GP's gewonnen. Het kleine merk Jamathi ging het steeds beter doen, al kwamen de eerste punten van Paul Lodewijkx op het conto van Kreidler. Lodewijkx startte in de plaats van Jan Huberts, maar het was niet toegestaan zowel de coureur als de motorfiets te vervangen. Officieel heette de Jamathi die dag dus "Kreidler". Hoewel Anscheidt moeiteloos kampioen werd, was de tweede plaats in de eindstand uiteindelijk voor Lodewijkx.
1969
Omdat Suzuki niet meer deelnam konden de kleinere merken Kreidler, Derbi en Jamathi het kampioenschap van 1969 onder elkaar uitvechten. Zowel de Kreidler als de Derbi waren verbeterd, maar Paul Lodewijkx kon in het begin van het seizoen nog niet beschikken over de nieuwe, watergekoelde Jamathi. Bovendien bleef hij het hele seizoen last houden van de matige betrouwbaarheid van de Jamathi. De strijd ging uiteindelijk tussen Ángel Nieto (Derbi) en Aalt Toersen (Kreidler). Nieto besliste het in de laatste race in Joegoslavië in zijn voordeel, toen Toersen viel en Nieto aan de tweede plaats genoeg had.

#### Wereldkampioenen
| Jaar | Naam                 | Land | Merk   |
| ---- | -------------------- | ---- | ------ |
| 1962 | Ernst Degner         | DDR  | Suzuki |
| 1963 | Hugh Anderson        | NZL  | Suzuki |
| 1964 | Hugh Anderson        | NZL  | Suzuki |
| 1965 | Ralph Bryans         | GB   | Honda  |
| 1966 | Hans Georg Anscheidt | DDR  | Suzuki |
| 1967 | Hans Georg Anscheidt | DDR  | Suzuki |
| 1968 | Hans Georg Anscheidt | DDR  | Suzuki |
| 1969 | Ángel Nieto          | SPA  | Derbi  |

### 125cc
1960
Carlo Ubbiali (MV Agusta) had weinig moeite met de concurrentie in de 125cc-klasse van 1960. Hij won vier van de vijf Grands Prix. Zijn teamgenoot Gary Hocking werd driemaal tweede. Bruno Spaggiari werd met een MV Agusta tweede in Monza en vierde in België en Ulster. Alleen MZ kon wat tegenstand bieden: Ernst Degner won ermee in België, werd derde in Ulster en Monza en vijfde in Assen, Alberto Gandossi werd derde in Assen, John Hempleman werd tweede in België. Honda had zich voorgenomen in 1960 terug te komen om te winnen, maar het succes bleef nog uit. Naomi Tanaguchi werd opnieuw zesde in de Ultra-Lightweight TT en Jim Redman en Giichi Suzuki werden vierde en zesde in Assen. Redman werd ook vierde in Italië en Kunimitsu Takahashi werd hier zesde.
1961
Hailwood begon het 125cc kampioenschap van 1961 met een EMC, maar stapte na drie wedstrijden over op de Honda RC 143 en won er meteen de Lightweight 125 cc TT mee. Daarna viel hij driemaal uit waardoor hij geen kans maakte op de wereldtitel. Die strijd ging tussen Ernst Degner met de MZ RE 125 en Tom Phillis met de Honda 2RC 143. Degner leidde na de negende wedstrijd, de Grand Prix des Nations op Monza, maar na die wedstrijd vluchtte hij naar het Westen, waardoor MZ de strijd moest staken en Phillis wereldkampioen kon worden door te winnen op het Autódromo Oscar Alfredo Gálvez in Buenos Aires. Degner werd toch nog tweede in de eindstand, vóór nog vier Honda-rijders: Taveri, Redman, Takahashi en Hailwood.
1962
In de 125cc-klasse was er in 1962 geen kruit gewassen tegen de snelle Honda RC 145's van Luigi Taveri, Jim Redman, Tommy Robb, Teisuke Tanaka en Kunimitsu Takahashi. Alleen Hugh Anderson mocht met de Suzuki RT 62 winnen in Argentinië, omdat het Honda-team daar niet aan de start kwam. Takahashi won de eerste twee GP's, maar vanaf de Ultra-Lightweight TT nam Taveri het van hem over. Die wedstrijd reed hij met een gemiddelde van meer dan 90 mph (145 km/h). Aan het einde van het seizoen waren voor het eerst in de geschiedenis van het wereldkampioenschap de eerste vier plaatsen bezet door één merk: Luigi Taveri, Jim Redman, Tommy Robb en Kunimitsu Takahashi met hun Honda's.
1963
Net als in de 50cc-klasse kwam Suzuki in 1963 in de 125cc-klasse met een enorm team aan de start: Hugh Anderson, Ernst Degner, Michio Ichino, Mitsuo Itō, Isao Morishita, Frank Perris en Bert Schneider. Het had nu ook een tweecilinder ontwikkeld, de RT 63. Zoals gebruikelijk sloeg Suzuki de Grand Prix van Spanje over, waardoor Taveri, Redman en Takahashi met hun Honda's alle podiumplaatsen pakten. Vanaf de tweede Grand Prix (Duitsland) was het in de 125cc-klasse Suzuki wat de klok sloeg: Hier won Ernst Degner zijn enige wedstrijd van 1963. In Frankrijk, Man, Assen, Ulster, de DDR en Finland won Anderson, in België Schneider en in Japan Perris. Anderson had de titel binnen en Suzuki reisde niet af naar Monza en Argentinië waardoor Honda met Taveri en Redman nog twee overwinningen kon pakken. Op het thuiscircuit in Suzuka was Suzuki weer van de partij. Perris won hier vóór Redman en Degner. Een klein mijlpaaltje voor Suzuki was de eerste 125cc wereldtitel die met een tweetaktmotor behaald werd.
1964
In 1964 kon Suzuki vooral punten scoren op momenten dat Honda niet meedeed of de Honda coureurs pech hadden of vielen. In het algemeen wisselden Luigi Taveri en Jim Redman elkaar af als wedstrijdwinnaar en aan het einde van het jaar was Taveri wereldkampioen en Redman tweede. Honda had in 1963 nog bezuinigd en de RC 145 tweecilinder uit 1962 gebruikt, maar nu was er een nieuwe viercilinder, de 2RC 146. In dit jaar kwam ook Yamaha enkele malen aan de start met de nieuwe RA 97. Phil Read werd er in Assen tweede mee.
1965
In 1965 had Suzuki parallel aan de 50cc tweecilinder ook een 125cc tweecilinder, de RT 65 ontwikkeld. En met succes, de 125cc-klasse van 1965 verliep rampzalig voor Honda. De beste klassering was de tweede plaats van Luigi Taveri in de Lightweight 125 cc TT. Suzuki kon probleemloos naar de titel rijden en er verscheen slechts één wolkje aan de horizon: Yamaha had een watergekoelde versie van de RA 97 gemaakt. Daarmee kwam men slechts drie keer aan de start: tijdens de TT's van Man en Assen en de GP des Nations in Monza. In Frankrijk werd Honda regelrecht vernederd. Taveri werd weliswaar vijfde, maar had twee ronden achterstand op Hugh Anderson. Honda bracht in de Lightweight 125 cc TT de nieuwe 4RC 146, maar die verschilde maar weinig van zijn voorganger en liep niet goed. Yamaha kwam in die wedstrijd met de nieuwe watergekoelde versie van de RA 97 en Phil Read pakte er de winst mee. In Assen won Mike Duff met de Yamaha, maar dit merk concentreerde zich nog op de 250cc-klasse en kwam in de 125cc niet vaak aan de start. Al in Monza werd Hugh Anderson wereldkampioen. In Japan verscheen Honda met de spectaculaire vijfcilinder RC 148. Luigi Taveri ging hiermee lange tijd aan de leiding, maar toen één koppakking het opgaf reed hij feitelijk met een 100cc viercilinder en hij werd gepasseerd door Hugh Anderson.
1966
De Honda RC 149 vijfcilinder was wel opgewassen tegen de snelle Suzuki's, die er in 1966 bijna niet meer aan te pas kwamen. De strijd ging tussen Luigi Taveri met zijn Honda en Bill Ivy met zijn Yamaha RA 97. Taveri en Ivy wisselden de overwinningen redelijk gelijkmatig af, maar aan het einde van het seizoen voerde Honda toch de boventoon: Taveri werd wereldkampioen en Ivy werd tweede. Kawasaki debuteerde in 1966 in de 125cc-klasse, maar tot punten leidde het nog niet. In de Ulster Grand Prix kwam Yamaha met een nieuwe machine, de viercilinder RA 31, die door Phil Read naar de derde plaats gereden werd. Na deze wedstrijd was Luigi Taveri echter al wereldkampioen.
1967
Honda stapte in 1967 uit de 50- en de 125cc-klassen, maar Suzuki probeerde Yamaha nu meer tegenstand te bieden door ook met een viercilinder aan de start te komen, de Suzuki RS 67. Die verscheen echter pas laat in het seizoen. Voor Yamaha kwamen Bill Ivy en Phil Read aan de start, voor Suzuki Stuart Graham, Hans Georg Anscheidt en Yoshimi Katayama. De Yamaha's waren oppermachtig en de weinige overwinningen voor Suzuki waren vaak ook te danken aan tegenslag voor Yamaha. Katayama won in Duitsland nadat Ivy en Read allebei bij het passeren van achterblijvers gevallen waren. In Finland won Graham. Bill Ivy was de snelste van de dag, maar hij moest twee keer zijn bougies vervangen en werd met een ronde achterstand zelfs nog tweede. Read startte slecht maar pakte toch nog even de leiding tot zijn motor vastliep. Dave Simmonds behaalde de eerste podiumplaats voor Kawasaki. In Monza ging Ivy tot drie keer toe de pit in om water te laten bijvullen (twee keer werd hij doorgestuurd omdat dat niet voorhanden was). Toch wist hij nog vlak voor de finish de eerste plaats terug te pakken van Anscheidt. Uiteindelijk werd Ivy wereldkampioen en Read werd tweede. Pas in de laatste race verschenen twee nieuwe viercilinders: de Suzuki RS 67 en de nieuwe Kawasaki.
1968
In 1968 waren er duidelijk teamorders door Yamaha uitgevaardigd: Read moest 125cc kampioen worden, gesteund door Ivy, en in de 250cc-klasse moest het andersom zijn. Veel kon er niet fout gaan, want ook Suzuki had zich inmiddels teruggetrokken uit de 125cc-klasse. In het begin van het seizoen waren er wat betrouwbaarheidsproblemen met de Yamaha RA 31 A, maar in het algemeen wist Read zijn wedstrijden toch te winnen. Soms waren de (verboden) teamorders toch zichtbaar voor iedereen, zoals tijdens de Lightweight 125 cc TT, waar Ivy aan de leiding ging maar daarna zonder aanwijsbare oorzaak steeds langzamer ging zodat Read hem kon inhalen. In Finland ontstond er een flinke ruzie tussen de Yamaha-coureurs, toen duidelijk werd dat Read zich niet aan de afspraken wilde houden en beide wereldtitels wilde binnenhalen. Men wist toen al vrij zeker dat er geen Japanse GP meer zou komen waardoor Read al 125cc kampioen was.
1969
In 1969 stopte ook Yamaha met wegraces. Er was eigenlijk geen echte "fabrieksmachine" meer te vinden. Cees van Dongen en Dieter Braun beschikten over de ex-fabrieks-Suzuki's en Dave Simmonds kreeg beperkte steun van Kawasaki. De Suzuki van Van Dongen was eigendom van Henk Viscaal, die ook de nodige reservedelen had. Die had Braun niet. Dit werd noodgedwongen opgelost door ook zijn Suzuki aan Viscaal te verkopen met als voorwaarde dat hij er het seizoen op mocht rijden. Zo ontstond één Suzuki-team, onder de vlag van het "Motor Racing Team Nederland", dat ook andere Nederlandse coureurs steunde. Hoewel het seizoen voor Van Dongen goed begon met een overwinning in Spanje, bleek Dave Simmonds veel te sterk en hij werd met gemak wereldkampioen. De strijd om de tweede plaats ging tussen Van Dongen en Braun, maar toen Van Dongen onenigheid kreeg met Viscaal kon hij de laatste twee wedstrijden niet meer rijden. 

#### Wereldkampioenen
| Jaar | Naam          | Land | Merk      |
| ---- | ------------- | ---- | --------- |
| 1960 | Carlo Ubbiali | ITA  | MV Agusta |
| 1961 | Tom Phillis   | AUS  | Honda     |
| 1962 | Luigi Taveri  | ZWI  | Honda     |
| 1963 | Hugh Anderson | NZL  | Suzuki    |
| 1964 | Luigi Taveri  | ZWI  | Honda     |
| 1965 | Hugh Anderson | NZL  | Suzuki    |
| 1966 | Luigi Taveri  | ZWI  | Honda     |
| 1967 | Bill Ivy      | GB   | Yamaha    |
| 1968 | Phil Read     | GB   | Yamaha    |
| 1969 | Dave Simmonds | GB   | Kawasaki  |

### 250cc
1960
Na zeven wereldtitels was Carlo Ubbiali onaantastbaar en in 1960 absoluut eerste rijder in het team voor de lichte klassen van MV Agusta. Zijn teamgenoot Tarquinio Provini nam in 1960 geen genoegen meer met zijn ondergeschikte rol en ruilde zijn zitje met Emilio Mendogni. Provini kwam zodoende op de Moto Morini 250 Bialbero te zitten. Mendogni kwam echter op de 500cc MV uit. Provini werd derde in de Lightweight TT en reed de snelste ronde in de TT van Assen, maar werd slechts negende in het kampioenschap. Gary Hocking had met zijn MZ twee van de laatste drie wedstrijden van 1959 gewonnen, en hij werd ingelijfd door MV Agusta als tweede man in de lichte klassen. Hoewel Honda zachtjes aan de deur rammelde, behaalde MV Agusta de eerste drie plaatsen in het wereldkampioenschap: Ubbiali, Hocking en Taveri. Honda had in 1959 de Isle of Man TT bezocht en Teisuke Tanaka, Naomi Taniguchi, Giichi Suzuki en Junzo Suzuki in de 125cc Ultra-Lightweight TT laten starten. In 1960 kwam men terug, maar nu met de 250cc RC 161 viercilinder. De Japanse fabrieksrijders begonnen het seizoen met blessures, waardoor Jim Redman zijn diensten aan het team kon aanbieden. Hij werd derde in de Ulster Grand Prix en tweede in de Grand Prix des Nations op Monza en eindigde als beste Honda-coureur als vierde in het wereldkampioenschap. 
1961
Het 250cc seizoen van 1961 begon voor Hailwood in april op Brands Hatch, waar hij met zijn kersverse Honda RC 162 viercilinder meteen een nationale wedstrijd won. In het wereldkampioenschap ging hij niet naar de GP van Spanje en hij werd slechts achtste op de Hockenheimring, maar daarna ging het gestaag. Hij werd tweede in Clermont-Ferrand, won de Lightweight TT en de TT van Assen, werd derde in Spa-Francorchamps, eerste op de Sachsenring, tweede op Dundrod en Monza en eerste in Kristianstad. De laatste race, op het Autódromo Oscar Alfredo Gálvez in Buenos Aires kon hij laten schieten, want zijn wereldtitel was veilig gesteld. Honda bezette de eerste vijf plaatsen in het 250cc kampioenschap, met de fabrieksrijders Tom Phillis en Jim Redman als tweede en derde. 
1962
In 1962 stelde MZ in de eigen Grand Prix op de Sachsenring een 250cc-machine ter beschikking aan Mike Hailwood. Die vocht een verbeten gevecht uit met Jim Redman (Honda) maar werd uiteindelijk tweede. Verder had de Honda RC 163 geen concurrentie. Alleen in de laatste GP (Argentinië), waar Honda niet aan de start verscheen, kon Arthur Wheeler met een Moto Guzzi Bialbero 250 winnen. Dit was een verouderde machine, die een facelift had gehad en uiteindelijk derde in het WK werd. De wereldtitel ging naar Jim Redman, die zes van de tien wedstrijden gewonnen had. Men had hoge verwachtingen van de nieuwe Benelli viercilinder, maar Mike Hailwood startte er slechts twee keer mee en beide malen viel hij uit. De beoogd fabrieksrijder Silvio Grassetti testte er slechts mee maar won ook een internationale race in Cesenatico. Bob McIntyre reed zes wedstrijden voor Honda, maar verongelukte op 6 augustus met nog vier GP's te gaan. Desalniettemin werd hij postuum tweede in het wereldkampioenschap 250cc. 
1963
Honda bezuinigde in 1963, en daardoor moesten de fabriekscoureurs Redman, Robb, Takahashi en Taveri het met de "oude" RC 163 doen. Het gevaar werd verwacht van Yamaha, dat de RD 56 klaar had, en misschien ook van Suzuki, dat al enkele jaren aan een 250cc tweecilinder werkte (de RV 61, de RV 62 en de RZ 63). Die machines werden echter voorlopig alleen in het Japans kampioenschap gebruikt. Het gevaar bleek bij de aanvang van het seizoen uit een heel andere en onverwachte hoek te komen: De eerste twee 250cc GP's van 1963 (Spanje en Duitsland) won Tarquinio Provini met de tamelijk eenvoudige eencilinder Morini. De 250cc-race in Frankrijk werd afgelast door de hevige regen, en Provini reisde niet naar het eiland Man, waar Redman wist te winnen. Daar verscheen echter ook de Yamaha RD 56 ten tonele, waarmee Fumio Ito tweede werd, vóór de gelegenheids-Honda coureur Bill Smith. Tot overmaat van ramp trok Honda hierna haar fabrieksteam terug, waardoor de coureurs hun eigen plan moesten trekken waar het transport en onderhoud van de motorfietsen betrof. Redman won daarna de meeste races, maar hij bleef achtervolgd worden door Provini. Yamaha trok na België het team terug, en kwam pas in de laatste GP (Japan) weer aan de start. Redman werd nipt wereldkampioen en Provini werd tweede.
1964
Yamaha pakte het in 1964 serieus aan en huurde twee fabrieksrijders in: Phil Read en Mike Duff. Toen Tommy Robb tijdens het seizoen bij Honda moest vertrekken stapte ook hij op een Yamaha. Yamaha en Honda sloegen de Verenigde Staten over en in Spanje won Tarquinio Provini met de viercilinder Benelli, maar daarna barstte een enorme strijd om de 250cc-titel los tussen de tweecilinder tweetakt Yamaha RD 56 en de viercilinder viertakt Honda RC 164. Jim Redman won met de Honda op het eiland Man en in Assen, maar daarna won Phil Read de ene GP na de andere en het was duidelijk dat de tweetakt de overhand kreeg. Alleen toen de machine van Read het in België liet afweten won Mike Duff. In Frankrijk deed Suzuki een eerste poging met de Suzuki RZ 64 en Bert Schneider werd er derde mee. In Ulster stelde Read de constructeurstitel al zeker, maar hij stond gelijk in punten met Redman. In Monza kwam Honda met de nieuwe zescilinder 3RC 164 aan de start, maar Redman kon er door koelproblemen niet voluit mee gaan. Read werd nu ook individueel wereldkampioen. Redman won met de zescilinder wel in Japan.
1965
Hoewel Honda veel geld en energie had gestoken in haar zescilinder, sloeg men de Grand Prix van de Verenigde Staten opnieuw over. Net als in 1963 werd het fabrieksteam halverwege het seizoen naar Japan geroepen, waardoor de coureurs min of meer aan hun lot werden overgelaten. Hoewel iedereen al vroeg hoopte op de nieuwe viercilinder Yamaha, reden Read en Duff bijna het hele seizoen nog met de tweecilinder RD 56. Er waren dertien GP's en Read won de eerste vier, maar Redman had dan ook in Duitsland zijn sleutelbeen gebroken en zijn protegé Bruce Beale was ook geblesseerd geraakt. In Frankrijk was Redman weer fit, maar toen ging zijn versnellingsbak stuk terwijl hij ruim op kop lag. Beale werd daar tweede achter Read, maar hij reed met de oude Honda RC 164 viercilinder. Pas in de Lightweight TT kon Redman laten zien wat zijn zescilinder werkelijk vermocht: hij won met 3½ minuut voorsprong op Duff. Read was weliswaar uitgevallen maar kon voor dat moment Redman niet bedreigen. Vanaf Assen begonnen Read en Redman hun overwinningen af te wisselen, maar Read kon niet meer worden ingehaald. Bovendien wist iedereen dat Yamaha in geval van nood de nieuwe viercilinder RD 05 achter de hand had. Bovendien brak Redman zijn sleutelbeen opnieuw bij een val in de Ulster Grand Prix. Read reed niet eens in Finland maar omdat ook Redman niet kon starten viel hem de wereldtitel daar al in de schoot. In Monza kwam dan eindelijk de Yamaha RD 05 aan de start, maar Read had een slechte start, moest bougies wisselen en uiteindelijk ging de snelheid er helemaal uit. Mike Duff won met de tweecilinder Yamaha. In Japan kon Honda Mike Hailwood een machine aanbieden omdat diens contract met MV Agusta afliep na de 350cc-race. Hailwood won prompt. Bill Ivy, op het laatst opgeroepen door Yamaha omdat Mike Duff in de training een heup had gebroken, werd derde.
1966
In 1966 zou Jim Redman zich op de 250- en de 350cc-klasse concentreren, en Mike Hailwood op de 350- en de 500cc-klasse. Hailwood bleek echter vanaf het begin ook in de 250cc-klasse veel sneller te zijn dan Redman. Uiteindelijk won Hailwood alle 250cc-races waarin hij van start ging. Dat deed hij niet in Ulster, omdat de titel toch al binnen was, en in Japan, omdat Honda weigerde op de Fuji Speedway te rijden.
1967
In de eerste wedstrijden in 1967 werd Mike Hailwood door pech achtervolgd, waardoor Phil Read en Ralph Bryans wonnen. Bryans was op de 250cc Honda gestapt nadat dit merk niet meer aan de lichtste klassen deelnam. In de rest van het seizoen wisselden Read en Hailwood elkaar qua overwinningen af, terwijl een enkele keer een andere coureur kon winnen: Bill Yvy of Ralph Bryans. Het hele seizoen werden ook de "concurrenten", voor zover daar al sprake van was, bijna altijd op één of meer ronden achterstand gezet. Tussen de toppers van Yamaha en Honda bleef het lang spannend, ook al omdat beide merken regelmatig met mechanische problemen te maken kregen. Na de voorlaatste wedstrijd in Canada stonden Hailwood en Read zelfs nog in punten gelijk. In Japan moest het 250cc wereldkampioenschap dus beslist worden. Dat leek al snel te gebeuren toen Phil Read in de vijfde ronde uitviel, maar dat overkwam Mike Hailwood een ronde later ook. Beiden bleven dus puntloos en daarmee ook op 50 punten in de WK-stand staan. Er ontstond een discussie over wie nu de nieuwe kampioen was. Er was zelfs sprake van verschillen tussen de Franse- en de Engelse tekst van het FIM-reglement. Telde men het aantal overwinningen, dan was Hailwood met vijf keer winst kampioen, want Read had slechts vier wedstrijden gewonnen. Er waren ook mensen die dachten dat, indien de zeven tellende resultaten geen uitsluitsel gaven, het achtste resultaat dat moest doen. In dat geval zou Read kampioen zijn. De laatste reglementswijziging gaf de uitkomst: op basis van het aantal overwinningen werd Mike Hailwood wereldkampioen. Hij evenaarde daarmee het record van Carlo Ubbiali: 9 wereldtitels.
1968
In 1968 was Honda van het toneel verdwenen, waardoor het erop leek dat Yamaha het wel erg gemakkelijk zou krijgen. Dat viel nogal tegen om dat Bill Ivy en Phil Read elkaar het leven zuur maakten. Volgens de stalorders van Yamaha moest Bill Ivy 250cc-kampioen worden. Ivy had in de 125cc-klasse al steun verleend aan Read, maar toen het erop aan kwam iets terug te doen gaf Read niet thuis. Dat openbaarde zich voor het eerst in Tsjechoslowakije, toen Ivy openlijk verontwaardigd was omdat Read hem niet had laten winnen. Yamaha werd erdoor in verlegenheid gebracht en was kwaad op Phil Read en voorzag Ivy in Ulster van speciale expansiekamers voor zijn machine. Omdat toen eigenlijk al bekend was dat de Japanse GP niet door zou gaan, dacht Read dat de winnaar van Monza ook wereldkampioen zou zijn. Read won in Monza, maar omdat Ivy tweede werd hadden ze allebei vijf overwinningen en ook allebei 46 punten. De stand moest worden bepaald door de racetijden van de wedstrijden waarin ze allebei gefinisht waren bij elkaar op te tellen. Dat waren de wedstrijden in Assen, de Sachsenring, Brno, en Monza. Ivy had die gereden in een totaaltijd van 3 uur, 17 minuten en 29,2 seconden, Read in 3 uur, 15 minuten en 22,9 seconden. Ivy kwam 2 minuten en 5,3 seconden te kort voor de wereldtitel. Net als Agostini was Phil Read nu ook tweevoudig wereldkampioen in 1968.
1969
Na Honda stopte in 1969 ook Yamaha met haar fabriekssteun. Men had echter intussen een snelle productieracer, de Yamaha TD 2. Ook Read en Ivy beschikten over deze machines, maar Read startte alleen in de Isle of Man TT (uitgevallen met de viercilinder Benelli) en in Monza. Daar gebruikte hij de Yamaha omdat hij geen fabrieksracer van Benelli kreeg en hij won deze laatste race van het seizoen. Ivy stapte over naar de Jawa 350 cc V4, maar verongelukte op 12 juli. Daardoor was de 250cc-titelstrijd open en konden Europese merken weer de dienst uitmaken, hoewel Kent Andersson met zijn Yamaha nog bijna roet in het eten gooide. Santiago Herrero won de eerste en de derde race met zijn Ossa, maar in de Isle of Man TT mocht Kel Carruthers de geblesseerde Renzo Pasolini bij Benelli vervangen en dat bleek een gouden greep. Carruthers won die race, maar in de rest van het seizoen won hij nog slechts twee andere races. Hij sprokkelde echter 89 punten bij elkaar en dat was genoeg voor de wereldtitel. Het was echter duidelijk dat de Yamaha TD 2, productieracer of niet, een zware tegenstander was. Andersson eindigde ermee op de tweede plaats met 84 punten. De titelstrijd werd zelfs pas in de laatste race in Joegoslavië beslist. 

#### Wereldkampioenen
| Jaar | Naam           | Land | Merk      |
| ---- | -------------- | ---- | --------- |
| 1960 | Carlo Ubbiali  | ITA  | MV Agusta |
| 1961 | Mike Hailwood  | GB   | Honda     |
| 1962 | Jim Redman     | RHO  | Honda     |
| 1963 | Jim Redman     | RHO  | Honda     |
| 1964 | Phil Read      | GB   | Yamaha    |
| 1965 | Phil Read      | GB   | Yamaha    |
| 1966 | Mike Hailwood  | GB   | Honda     |
| 1967 | Mike Hailwood  | GB   | Honda     |
| 1968 | Phil Read      | GB   | Yamaha    |
| 1969 | Kel Carruthers | AUS  | Benelli   |

### 350cc
1960
Het 350cc seizoen 1960 werd spannend door de onderlinge strijd van twee teamgenoten van MV Agusta, John Surtees en Gary Hocking. Doordat er slechts vier resultaten telden eindigden beide met 22 punten. Ze hadden allebei twee overwinningen en één tweede plaats gescoord. Hocking had niet meer wedstrijden gereden, Surtees wel. Die had daardoor ook nog een derde plaats behaald. De punten telden niet mee, maar het resultaat wel en daardoor werd Surtees wereldkampioen. 
1961
In 1961 zette MV Agusta in de 350cc-klasse alleen Gary Hocking in. Die sloeg de eerste wedstrijd (Duitsland) over maar begon daarna punten te verzamelen: tweede in de Junior TT en daarna overwinningen in Nederland, de DDR, Ulster en Italië. De laatste Grand Prix in Zweden liet hij ook schieten, want de wereldtitel was al veilig. Hoewel het startveld nog grotendeels uit machines van Norton en AJS bestond, waren ze volslagen kansloos. De tweede plaats was voor František Šťastný en de derde voor Gustav Havel en zij reden beide op de Jawa 350 cc twin. Hailwood was in 1961 niet erg geïnteresseerd in de 350cc-klasse. Hij viel met een AJS uit in Duitsland en Man, maar kreeg voor de wedstrijd in Monza een MV Agusta 350 4C waarmee hij tweede werd.
1962
Honda boorde voor het seizoen 1962 de 250cc RC 162 op tot 47 mm waardoor de cilinderinhoud op 284,5cc kwam. Dit was de RC 170. Met die machine kwamen Bob McIntyre en Tom Phillis uit in de Junior TT. Phillis verongelukte tijdens die race en ook McIntyre haalde de finish niet. Jim Redman wist er de TT van Assen mee te winnen. Tijdens de Ulster Grand Prix kwamen Redman en Tommy Robb aan de start met een nieuwe versie, de Honda RC 171. De boring bedroeg nu 49 mm, maar ook het carter en de krukas waren aangepast, zodat de slag 45 mm bedroeg en de cilinderinhoud 339,4cc. Redman werd eerste en Robb derde. Vanaf dat moment gaf Honda geen wedstrijd meer uit handen: Redman won ook de Grand Prix van de DDR en de GP des Nations en Robb won de Finse GP. Redman werd wereldkampioen vóór Robb en Mike Hailwood (MV Agusta). 
1963
De 350cc-klasse van 1963 maakte in elk geval duidelijk dat de Britse motorfietsen absoluut niet meer mee konden komen. Mike Duff gebruikte een AJS Boy Racer, maar werd slechts tiende in de eindstand, nog achter John Hartle, die met de Gilera 350 4C slechts één wedstrijd had gereden, de Bianchi tweecilinder van Remo Venturi en de CKEB van Nikolaj Sevast'ânov. De 350cc-klasse was een beetje het stiefkindje van het wereldkampioenschap, alleen serieus genomen door Honda. MV Agusta stuurde Mike Hailwood niet eens naar de eerste race in Duitsland. In Man viel Hailwood uit. Die beide wedstrijden werden gewonnen door Redman met de Honda RC 171 viercilinder. Redman won ook in Assen en Ulster, waardoor zijn wereldtitel feitelijk al zeker was, want de vier beste resultaten telden. Toch wist Hailwood te winnen in de DDR en Finland, maar de GP van Monza ging weer naar Jim Redman. Die werd dan ook wereldkampioen vóór Hailwood en Luigi Taveri (Honda). Taveri had zich moeten behelpen met een 305cc Honda CR 77 productieracer.
1964
De overmacht van Honda in de 350cc-klasse van 1964 was zó groot, dat de Rhodesiër Bruce Beale, landgenoot en protegé van Jim Redman, met een Honda CR 77 productieracer tweede kon worden in het wereldkampioenschap. Redman zelf won met de Honda RC 172 alle wedstrijden. Mike Hailwood kwam met de MV Agusta 350 4C aan de start in Assen, waar hij tweede werd, maar hield de 350cc-klasse daarna voor gezien. Alleen in de laatste race in Japan kwam hij terug om opnieuw tweede te worden. Hij werd daardoor vierde in het kampioenschap, achter Mike Duff met een AJS Boy Racer. Op de Sachsenring in de DDR verschenen twee nieuwe Russische 350cc-machines van het centrale constructiebureau CKEB onder de merknaam "Vostok". Het waren luchtgekoelde viercilinder viertakten die beide uitvielen door zuigerproblemen, maar daarnaast ook qua wegligging nog veel tekortkwamen. Uiteindelijk haalde de Rus Endel Kiisa er in Finland toch nog vier punten mee, genoeg voor een gedeelde achtste plaats in het wereldkampioenschap. Toch kwam er meer "dreiging" uit het Oosten: In Monza gingen de Vostoks aanvankelijk goed mee, maar ook Stanislav Malina met een ČZ eencilinder en Gustav Havel met een Jawa tweecilinder. De Vostoks en de Jawa vielen uit, maar Malina werd derde.
1965
In 1965 werd de 350cc-klasse beheerst door de Honda 2RC 172 viercilinder. MV Agusta zette weliswaar de nieuwe 350 driecilinder in, maar die moest nog betrouwbaarder worden en bovendien had men twee topcoureurs: Hailwood en Agostini. Die snoepten ook punten van elkaar af, terwijl Honda alles op Jim Redman zette. Zijn "tweede man" Bruce Beale moest het in het algemeen met de machines uit 1964 doen. Bij de eerste race brak Jim Redman een sleutelbeen en Agostini wist te winnen, maar Redman had bijna twee maanden de tijd om te herstellen en was bij de Isle of Man TT weer fit. Hij pakte vier overwinningen op rij, maar brak in de Ulster Grand Prix opnieuw een sleutelbeen. MV Agusta was daar niet eens verschenen, maar nu Redman weer was uitgeschakeld gingen de Italianen wel naar Finland, dat eigenlijk ook niet in de planning stond. Agostini won in Finland en in Monza en daarna hadden hij én Redman 32 punten. In Japan kreeg Redman de nieuwe Honda RC 165 zescilinder, maar door een bijensteek boven zijn oog kon hij niet voluit gaan. Agostini echter ook niet: Zijn motor liep niet goed. Hailwood won voor MV Agusta, maar Redman kon rustig naar de tweede plaats rijden en wereldkampioen worden.
1966
De openingsrace van 1966 zette meteen de toon: Hailwood won met de Honda 2RC 172 met een ronde voorsprong op Tarquinio Provini met zijn Benelli viercilinder. Hailwood won daarna nog twee wedstrijden, maar sloeg de 350cc-race in de DDR over omdat hij anders meer dan 500 km op een dag moest racen en dat was verboden. Hier won Agostini met alle tegenstanders op minstens een ronde. In Tsjechoslowakije was het spannend tussen Hailwood en Agostini, maar toch won Hailwood ook daar. Pas in de achtste race op Man, waar Hailwood uitviel, won Agostini weer eens. Hailwood kwam hierna helemaal niet meer aan de start. Hij had zes gewonnen races en kon niet meer ingehaald worden.
1967
Opmerkelijk was dat het 350cc wereldkampioenschap van 1967 werd bestreden met motorfietsen de meestal bij lange na de 350cc niet haalden. Honda gebruikte de RC 174, een tot 297cc opgeboorde 250cc zescilinder, MZ nam deel met 251cc tweecilinder tweetakten. Alleen MV Agusta en Benelli brachten volwaardige 350cc-machines in de strijd. De beste vijf resultaten bepaalden de wereldtitel en Hailwood won met zijn Honda de eerste vijf races met overmacht en daarmee was de wereldtitel zeker gesteld. Hailwood concentreerde zich hierna op de klassen waar hij nog geen wereldkampioen was: de 500cc en de 250cc.
1968
Toen Honda zich in 1968 had teruggetrokken uit de wegrace hadden MV Agusta en Agostini vrij spel. De spanning in de 350cc-klasse moest komen van de strijd om de tweede plaats, want Ago won alle wedstrijden. Het ging tussen Renzo Pasolini met de viercilinder Benelli en Kel Carruthers die met verschillende uitvoeringen van de Aermacchi Ala d'Oro 350 aan de start kwam. Uiteindelijk haalde Pasolini één punt meer dan Carruthers.
1969
Ook in 1969 hadden MV Agusta en Agostini geen concurrentie. Agostini won de eerste acht races maar kwam in Imola niet aan de start omdat graaf Domenico Agusta het niet eens was met de keuze van dit circuit. Ook in Opatija verscheen MV Agusta niet. Omdat Yamaha nu ook was gestopt konden ook Phil Read en Bill Ivy voor andere merken rijden. Ivy koos voor de 350cc-klasse en de Jawa 350 cc V4, maar deze motor was nog niet betrouwbaar genoeg. Uiteindelijk verongelukte Ivy in de DDR waarna de machine beurtelings door Jack Findlay en Silvio Grassetti werd bestuurd. Grassetti won de laatste Grand Prix in Opatija en Phil Read won met een licht opgeboorde Yamaha in Imola. 

#### Wereldkampioenen
| Jaar | Naam             | Land | Merk      |
| ---- | ---------------- | ---- | --------- |
| 1960 | John Surtees     | GB   | MV Agusta |
| 1961 | Gary Hocking     | RHO  | MV Agusta |
| 1962 | Jim Redman       | RHO  | Honda     |
| 1963 | Jim Redman       | RHO  | Honda     |
| 1964 | Jim Redman       | RHO  | Honda     |
| 1965 | Jim Redman       | RHO  | Honda     |
| 1966 | Mike Hailwood    | GB   | Honda     |
| 1967 | Mike Hailwood    | GB   | Honda     |
| 1968 | Giacomo Agostini | ITA  | MV Agusta |
| 1969 | Giacomo Agostini | ITA  | MV Agusta |

### 500cc
1960
John Surtees had met de MV Agusta in 1960 geen enkele concurrentie in de 500cc-klasse. Zijn tweede man was Remo Venturi, maar voor de Senior TT kreeg John Hartle diens machine, vanwege zijn circuitkennis op het eiland Man. Hij werd tweede achter Surtees, maar in de Ulster Grand Prix, terug op zijn vertrouwde Norton Manx, wist hij Surtees te verslaan. Venturi had de TT van Assen gewonnen, nadat Surtees was uitgevallen. Maar met vijf overwinningen en één tweede plaats werd Surtees met gemak kampioen. 
1961
De 500cc-klasse van 1961 was eigenlijk vrij saai, omdat Hocking met zijn MV Agusta 500 4C geen enkele tegenstand ondervond. Hij won zeven van de tien wedstrijden. Hailwood bestreed hem met de Norton Manx, maar won alleen de Senior TT, waarin Hocking problemen ondervond met zijn twist grip en daardoor aan het einde van de vijfde ronde ook uitviel. Na vijf tweede plaatsen bood MV Agusta Hailwood voor Monza een MV aan. Ook hier viel Hocking uit en Hailwood won. Hocking werd met ruime voorsprong wereldkampioen, Hailwood tweede en Frank Perris (Norton) werd derde. 
1962
De 500cc-klasse was in 1962 nog steeds het domein van MV Agusta, dat eigenlijk slechts één machine inzette. Die werd meestal bestuurd door Mike Hailwood, maar de eerste wedstrijd, de Senior TT werd ermee gewonnen door Gary Hocking. Remo Venturi kreeg een tweede machine voor de race in Monza en werd daar tweede achter Hailwood. Die laatste was in de Senior TT twaalfde geworden door problemen met de eerste versnelling en de koppeling, maar won daarna alle wedstrijden waarin hij startte. Concurrentie had MV Agusta dan ook niet: vrijwel alle andere rijders startten op kansloze, verouderde eencilinders. Alan Shepherd (Matchless G50) grossierde in podiumplaatsen en werd "best of the rest" vóór Phil Read (Norton Manx) die zelfs slechts in drie wedstrijden gefinisht was.
1963
In 1963 was het Geoff Duke gelukt de zes jaar oude Gilera 500's te pakken te krijgen. Hij liet ze besturen door John Hartle en Phil Read en in het begin van het seizoen zag het er veelbelovend uit. Het Scuderia Duke Gilera team scoorde goed in de eerste twee wedstrijden en na de TT van Assen leidde Hartle het kampioenschap en Read was tweede. Daarna stelde MV Agusta orde op zaken. Mike Hailwood was de vervanger van Gary Hocking en hij won alle verdere wedstrijden en de wereldtitel. Scuderia Duke kreeg veel problemen door de gebrekkige onderdelenpositie en moest zelfs toestaan dat Alan Shepherd met een Matchless de tweede plaats in de eindstand bereikte.
1964
In de 500cc-klasse bleef de MV Agusta 500 4C in 1964 nog steeds zonder concurrentie. Hailwood was de enige fabrieksrijder en won de eerste zes wedstrijden. Na zijn winst op de Solitudering was zijn titel al veilig en hij reed niet in de Ulster Grand Prix en de GP van Finland. In Ulster won Phil Read de 500cc-race. Read had zich voor Yamaha geconcentreerd op de 250cc-klasse, maar had ook een aantal 500cc wedstrijden met een Matchless G50 gereden. In Ulster had hij echter een Norton Manx tot zijn beschikking. De Australiër Jack Ahearn won met zijn Norton Manx in Finland. In de thuiswedstrijd in Monza moest MV Agusta uiteraard meedoen. Hailwood won opnieuw, maar Caldarella reed met zijn Gilera de snelste ronde en werd tweede vóór Ahearn. Die laatste eindigde als tweede in het wereldkampioenschap en Read werd derde.
1965
MV Agusta was in 1965 nog steeds de enige fabriek die echt snelle machines in de 500cc-klasse inzette. Alleen de Ulster Grand Prix werd niet door dit Italiaanse merk gewonnen, simpelweg omdat men er niet naartoe reisde. Hailwood won acht van de tien wedstrijden. In Finland won zijn leerling Giacomo Agostini, die daar toch was om de 350cc-titel veilig te stellen. Privérijder Paddy Driver eindigde met een Matchless als derde in het wereldkampioenschap, achter Hailwood en Agostini.
1966
In 1966 verscheen de Honda RC 181, maar MV Agusta had ook een nieuw wapen in de vorm van de MV Agusta 500 3C, die hij echter niet altijd kon inzetten. Honda zette alles op Jim Redman en dwong Mike Hailwood zelfs zijn machine af te staan tijdens de eerste GP. Redman won die weliswaar, maar brak een arm in België. Agostini sprokkelde veel punten met zijn tweede plaatsen, soms achter Redman, soms achter Hailwood. Hij won ook drie races en had uiteindelijk genoeg punten voor de wereldtitel. Mike Hailwood eindigde als tweede.
1967
Hailwood had steen en been geklaagd over het rijgedrag van zijn Honda en in 1967 was die dan ook verbeterd. Hailwood viel in de eerste race uit en Agostini in de tweede. Daarna bleek de MV Agusta in de meeste wedstrijden beter te zijn dan de Honda, zelfs nadat Hailwood vanaf de DDR een opnieuw verbeterde machine kreeg. Agostini viel af en toe uit en daarom stonden ze aan het einde van het seizoen allebei op 46 punten in de tellende resultaten. In totaal had Agostini er echter 58 gescoord, Hailwood slechts 52.
1968
Zonder Honda was de 500cc-klasse in 1968 net als de 350cc-klasse zonder spanning. Agostini won alle wedstrijden en werd nooit bedreigd. In de meeste gevallen werden alle concurrenten op minstens een ronde gereden. Jack Findlay haalde het vaakst de tweede plaats en eindigde ook als tweede in het wereldkampioenschap.
1969
In de 500cc-klasse was er in 1969 maar één mogelijke winnaar: Giacomo Agostini was de enige die een echt snelle fabrieksmachine had. Hij haalde meer punten dan de nummers 2, 3 en 4 samen. Interessant was de aflossing van de inmiddels toch wel redelijk verouderde eencilinders van Norton en Matchless. Enerzijds waren er tuners die uit alle macht probeerden deze machines op een redelijk niveau te houden, anderzijds waren er nieuwe, experimentele machines die niet van de fabrieken kwamen maar uit privé-initiatieven stamden, zoals de Métisse-URS viercilinder, de Paton van Giuseppe Pattoni en Lino Tonti en de Linto van Lino Tonti en Giorgio Premoli. En dan waren er nog een aantal "onechte" 500cc-racers; opgeboorde 350cc-machines van bijvoorbeeld Aermacchi en Bultaco en niet te vergeten de Russische Vostoks en de Triumph van Percy Tait. Dat was zowaar een fabrieksmachine die was ontwikkeld voor de Daytona 200. Terry Dennehy kwam aan de start met een Drixton-Honda, maar dat was een opgeboorde Honda CB 450. Agostini maakte het in een aantal wedstrijden nog een beetje spannend door enige tijd in de buurt van de concurrenten te blijven, maar uiteindelijk won hij alle wedstrijden waar hij aan deelnam.

#### Wereldkampioenen
| Jaar | Naam             | Land | Merk      |
| ---- | ---------------- | ---- | --------- |
| 1960 | John Surtees     | GB   | MV Agusta |
| 1961 | Gary Hocking     | RHO  | MV Agusta |
| 1962 | Mike Hailwood    | GB   | MV Agusta |
| 1963 | Mike Hailwood    | GB   | MV Agusta |
| 1964 | Mike Hailwood    | GB   | MV Agusta |
| 1965 | Mike Hailwood    | GB   | MV Agusta |
| 1966 | Giacomo Agostini | ITA  | MV Agusta |
| 1967 | Giacomo Agostini | ITA  | MV Agusta |
| 1968 | Giacomo Agostini | ITA  | MV Agusta |
| 1969 | Giacomo Agostini | ITA  | MV Agusta |

### Zijspannen
1960
De zijspanklasse was in 1960 zoals verwacht een prooi voor BMW. Helmut Fath en Alfred Wohlgemut hadden weinig moeite met het zeker stellen van hun wereldtitel. Ze wonnen vier van de vijf wedstrijden, terwijl er slechts drie resultaten telden. Alleen Pip Harris en Ray Campbell konden hen in Assen voor blijven. De BMW-fabriek hield zich steeds meer op de achtergrond, maar Fath's machine was zo snel omdat hij zelf een begaafd sleutelaar was. Daar kwam nog bij dat twee succesvolle duo's verdwenen waren: Schneider/Strauß waren gestopt en Camathias/Cecco waren uit elkaar gegaan, waardoor Camathias zich met drie bakkenisten moest behelpen.
1961
Zowel voor Helmut Fath als voor Florian Camathias zag het er aan het begin van 1961 rooskleurig uit. BMW bemoeide zich niet al te veel met het wereldkampioenschap in de zijspanklasse, en bij gebrek aan concurrentie was dat ook niet nodig. De beste privécoureur met een BMW had de meeste kans op de titel. Fath was een goede technicus, die alles uit zijn boxermotor wist te halen én hij was samen met Alfred Wohlgemut titelhouder. Florian Camathias had zijn meningsverschil met Hilmar Cecco bijgelegd en daardoor vormden zij samen ook een sterk team. Het mocht voor beide niet zo zijn: nog vóór het WK-seizoen begon kregen Camathias/Cecco een zwaar ongeluk tijdens een internationale race in Modena, waarbij Hilmar Cecco overleed. Fath en Wohlgemut wonnen de eerste Grand Prix in Montjuïc, maar tijdens de Eifelrennen op de Nürburgring kregen ook zij een ongeval, dat Alfred Wohlgemut het leven kostte. Fath zelf was zwaargewond en moest om aan geld te komen zijn complete race-uitrusting inclusief zijspancombinatie verkopen. Zowel Fath als Camathias kwamen in 1961 niet meer aan de start. Max Deubel en Emil Hörner wonnen drie wedstrijden en werden wereldkampioen, Fritz Scheidegger en Horst Burkhardt wonnen er twee en werden tweede. Edgar Strub had weer een nieuwe bakkenist, Kurt Huber, en zij werden derde in het wereldkampioenschap.
1962
Max Deubel en Emil Hörner wonnen in 1962 drie van de zes wedstrijden in de zijspanklasse en werden wereldkampioen met hun BMW. Hoewel de BMW's nog steeds oppermachtig waren, werd de steun van de fabriek allengs minder. De coureurs moesten zelf hard werken om de snelste BMW te hebben. Florian Camathias wist Helmut Fath te overtuigen om een zijspancombinatie te preparen. Zijn bakkenist was aanvankelijk Horst Burkhardt, maar die moest zijn carrière definitief beëindigen toen hij tijdens de Sidecar TT uit het zijspan viel. Camathias maakte het seizoen af met de Brit Harry Winter en ze werden tweede in het kampioenschap.
1963
Nog steeds ging het in de zijspanklasse alleen tussen BMW-combinaties. Max Deubel/Emil Hörner beschikten over de laatste "fabrieksmachine", die tot 1960 was gebruikt door Walter Schneider en daarna aan Deubel was gegeven. Camathias/Herzig gebruikten de "FCS" (Florian Camathias Special), feitelijk ook een BMW die door Helmut Fath onder handen was genomen. De Spaanse GP werd gewonnen door Deubel met Otto Kölle/Dieter Hess op de tweede en Camathias op de derde plaats. In Duitsland won Camathias vóór Deubel en Frankrijk werd door de regen afgelast. Daarna won Camathias zijn enige Sidecar TT, een overwinning waar hij erg trots op was. In Assen was Hörner weer fit en Deubel/Hörner wonnen daar terwijl Camathias slechts derde werd achter Fritz Scheidegger/John Robinson. Toen Camathias in België uitviel hadden Deubel en Hörner aan de tweede plaats (achter Scheidegger/Robinson) genoeg voor de wereldtitel. Camathias/Herzig werden in het kampioenschap tweede en Scheidegger/Robinson derde.
1964
Florian Camathias en Roland Föll begonnen voortvarend aan het seizoen met een overwinning in Spanje met hun Gilera-viercilinder. Verder dan deze acht punten reikte het echter niet meer. Föll reed tegen de zin van Camathias ook in een aantal soloklassen en verongelukte tijdens de 125cc-training in Assen op 26 juni. Toen had Camathias al enkele wedstrijden met Herzig als bakkenist gereden, maar zonder punten te halen. Zijn FCS (Florian Camathias Special), die hem in 1963 nog naar de tweede plaats van het kampioenschap had gebracht, had hij verkocht aan Colin Seeley, die er in 1964 derde mee werd. Camathias eindigde op de zevende plaats, maar zijn pechseizoen was nog lang niet voorbij. Op 30 augustus kregen hij en Herzig weer een ernstig ongeluk op de AVUSring. Hun combinatie stond dwars op de baan en zowel Deubel als Georg Auerbacher konden haar niet meer ontwijken. Camathias en Herzig raakten ernstig gewond en Alfred Herzig verloor uiteindelijk een been. Op 1 oktober was Camathias voldoende hersteld en reed hij een internationale race in Zaragoza, maar ook hier slipte hij naast de baan en moest hij worden opgenomen met een zware hersenschudding en enkele gebroken ribben. De titel ging met enig gemak naar Deubel/Hörner met hun BMW, die in de laatste race op de Solitudering nog een gevecht leverden met Scheidegger/Robinson, maar om de titel zeker te stellen genoegen namen met de tweede plaats. Scheidegger werd tweede in het kampioenschap.
1965
In 1965 was het weer BMW wat de klok sloeg. Camathias had zijn Gilera-viercilinder weer teruggegeven en zelfs Chris Vincent, toch een trouwe aanhanger van Britse motorblokken, was overgestapt. In het begin van het seizoen waren er nogal was afwisselende winnaars: Fritz Scheidegger/John Robinson, Max Deubel/Emil Hörner en Florian Camathias/Franz Ducret. In Assen begon de pech van Camathias hem weer parten te spelen. Hij vloog van de baan door een afgebroken remankerstang en raakte licht gewond. Scheidegger/Robinson dachten na Assen al wereldkampioen te zijn, maar de FIM had het reglement veranderd: bij een gelijk aantal punten telde men aanvankelijk een extra race, maar nu werd het aantal eerste-, tweede- en derde plaatsen geteld. Daardoor kon Deubel ook nog wereldkampioen worden in Spa-Francorchamps. Deubel concentreerde zich op 4 juli echter niet alleen op de Grand Prix; hij reed 's ochtends ook nog een nationale race in Duitsland. In de Grand Prix gingen Florian Camathias/Franz Ducret aanvankelijk aan de leiding, maar zij vielen terug en er ontstond een fel gevecht tussen Scheidegger en Deubel dat door Scheidegger met 3 seconden voorsprong gewonnen werd. De race op Monza kwam enigszins als een verrassing: De organisatie had de zijspanklasse pas laat aan het programma toegevoegd en aanvankelijk werd gedacht dat deze race niet zou meetellen voor het wereldkampioenschap. Dat bleek toch zo te zijn, maar omdat Deubel maximaal op drie overwinningen kon komen had dit geen gevolgen voor de eerste drie plaatsen in het WK. Scheidegger/Robinson wonnen overtuigend.
1966
Hoewel BMW al jaren geen fabriekssteun meer verleende, kregen zowel Fritz Scheidegger als Max Deubel begin 1966 elk twee nieuwe korteslag BMW-blokken. Scheidegger wist er alle wedstrijden mee te winnen. In dit seizoen debuteerde de "Fath Special", die later bekend zou worden als URS, maar Helmut Fath haalde er nog geen enkel punt mee. De enige sensatie van het seizoen kwam tijdens de Sidecar TT, die ook door Scheidegger werd gewonnen. Hij werd gediskwalificeerd omdat hij bij een tankstation had getankt in plaats van de door de organisatie beschikbare benzine te gebruiken. Scheidegger meldde daarop dat hij zijn carrière zou beëindigen en hij hield dit vol tot hij in het najaar tijdens het FIM-congres werd gerehabiliteerd. Scheidegger/Robinson waren wereldkampioen en Deubel/Hörner werden tweede.
1967
Fritz Scheidegger was weliswaar teruggekomen op zijn besluit om te stoppen, maar verongelukte nog voor het begin van het WK-seizoen. Helmut Fath ging door met de ontwikkeling van zijn URS viercilinder, maar ook in 1967 leidde dat nog niet tot punten. De machine was nog hopeloos onbetrouwbaar. Zonder de overmacht van Scheidegger werd de buit onder meerdere rijders verdeeld, maar Klaus Enders/Ralf Engelhardt wonnen de meeste wedstrijden (vijf) en werden wereldkampioen. Georg Auerbacher werd tweede met zijn bakkenist Eduard Dein, maar hij maakte soms ook gebruik van de diensten van Billie Nelson.
1968
In 1968 was de URS van Helmut Fath betrouwbaar genoeg. Samen met zijn zwager Wolfgang Kalauch won hij meteen de openingsrace in Duitsland. Enders/Engelhardt vielen uit en dat gebeurde ook in de TT van Man, die door Siegfried Schauzu gewonnen werd. Pas daarna openbaarde zich een probleem met het smeersysteem van de BMW van Engelhardt, dat het uitvallen veroorzaakte. Tijdens het seizoen ondervond Fath nog steeds de nodige problemen, waardoor hij meer dan eens uitviel. Ook de BMW's waren zo ongeveer aan het einde van hun krachten en vielen vaak uit, en toen Fath de laatste twee wedstrijden won pakte hij voldoende punten voor de wereldtitel.
1969
In 1969 was de URS van Helmut Fath feitelijk betrouwbaarder geworden, maar er was geen grote concurrentie onder de BMW-rijders meer. Alle door BMW gewonnen wedstrijden kenden dezelfde winnende combinatie: Klaus Enders/Ralf Engelhardt. Zij haalde genoeg punten voor de wereldtitel door vier wedstrijden te winnen, terwijl Fath/Kalauch er slechts drie wonnen. Fath raakte tijdens een heuvelklimwedstrijd gewond en kon in de laatste GP (Finland) niet meer starten.

#### Wereldkampioenen
| GP races | GP races          | GP races | GP races          | GP races | GP races |
| Jaar     | Rijder            | Land     | Bakkenist         | Land     | Merk     |
| -------- | ----------------- | -------- | ----------------- | -------- | -------- |
| 1960     | Helmut Fath       | DUI      | Alfred Wohlgemuth | DUI      | BMW      |
| 1961     | Max Deubel        | DUI      | Emil Hörner       | DUI      | BMW      |
| 1962     | Max Deubel        | DUI      | Emil Hörner       | DUI      | BMW      |
| 1963     | Max Deubel        | DUI      | Emil Hörner       | DUI      | BMW      |
| 1964     | Max Deubel        | DUI      | Emil Hörner       | DUI      | BMW      |
| 1965     | Fritz Scheidegger | ZWI      | John Robinson     | GB       | BMW      |
| 1966     | Fritz Scheidegger | ZWI      | John Robinson     | GB       | BMW      |
| 1967     | Klaus Enders      | DUI      | Ralf Engelhardt   | DUI      | BMW      |
| 1968     | Helmut Fath       | DUI      | Wolfgang Kallauch | DUI      | URS      |
| 1969     | Klaus Enders      | DUI      | Ralf Engelhardt   | DUI      | BMW      |

## Ontwikkelingen
In de jaren vijftig werden modellen als de AJS Boy Racer, de BSA Gold Star, de Gilera 500 4C, de Matchless G50, de Norton Manx en de Velocette KTT jarenlang gebruikt. Nieuwe en dure ontwikkelingen, zoals de Moto Guzzi Quattro Cilindri, de Moto Guzzi Otto Cilindri en de Matchless G45 faalden zelfs. Toen de Japanse merken begin jaren zestig verschenen richtten ze zich nog niet op de 500cc-klasse, maar in de lichte klassen joegen ze elkaar enorm op en moesten er jaarlijks nieuwe ontwikkelingen komen om bij te kunnen blijven. Uiteindelijk werd ook MV Agusta gedwongen nieuwe motorfietsen te ontwikkelen voor de 350- en de 500cc-klasse.
Motor
De Moto Guzzi Otto Cilindri had in de jaren vijftig aangetoond dat een gecompliceerde constructie met ál te veel cilinders niet zinvol was. Toch kwam er ook nog een V8: De Fin Tauno Nurmi trainde in 1965 tijdens de Grand Prix van Finland met een zelfbouw 350cc V8 die was opgebouwd met zuigers, kleppen en carburateurs van 50cc Honda's, een Featherbed frame uit 1953 en een AMC-vierversnellingsbak. Door technische problemen kon hij echter niet aan de race deelnemen. In de jaren zestig hielden de grote merken het aanvankelijk bij niet meer dan vier cilinders. De tweetaktontwikkelingen in het Oostblok, met name die van Walter Kaaden bij MZ, waren enorm belangrijk. Kaaden maakte zeer eenvoudige een- en tweecilinders die hij voorzag van roterende inlaten en expansie-uitlaten. Doordat de roterende inlaten aan de zijkant van de cilinders zaten, kon hij bovendien deze uitlaten aan de achterkant van de cilinders plaatsen, waardoor uitlaatbochten overbodig werden. Toen Ernst Degner, coureur van MZ maar zelf ook een verdienstelijk sleutelaar, in 1961 naar het Westen vluchtte en bij Suzuki in dienst trad, nam hij die kennis mee. Suzuki kon daar in de lichtste klassen meteen van profiteren door ook een- en tweecilinders met deze techniek te bouwen. Het verschil was meteen duidelijk: de 125cc Suzuki RT 61, een tweecilinder met roterende inlaten maar een megafoonuitlaat leverde slechts 15 pk, maar de Suzuki RT 62 met expansiepijp leverde er al 20. Honda zwoer juist bij viertaktmotoren, die ook bij de meeste Europese merken in zwang bleven. In het Verenigd Koninkrijk en Duitsland werd voorlopig niets meer ontwikkeld, maar in Italië bleven MV Agusta en Benelli met viercilinders aan de weg timmeren en Moto Morini wist zelfs verrassende resultaten te bereiken met eencilinder viertakten. Toch kwamen de echte ontwikkelingen uit Japan; er ontbrandde een strijd in de lichte klassen tussen Honda, Suzuki en Yamaha. Honda maakte 50- en 125 cc tweecilinders en uiteindelijk zelfs 125-, 250- en 350cc viercilinder viertakten. Die viertakten hadden als voordeel dat ze een zeer korte slag hadden, waardoor enorme toerentallen mogelijk waren, maar hun constructie was zwaar en ingewikkeld. Suzuki richtte zich met haar tweetaktjes op de 50- en de 125cc-klasse en Yamaha, ook met tweetakten, vooral op de 250cc-klasse. 1964 Was een sleuteljaar, waarin de 250cc-klasse de hoofdrol speelde. Honda werd daar verslagen door Yamaha, dat met de vrij eenvoudige RD 56 tweecilinder tweetakt de dure Honda RC 164 versloeg. Bovendien presteerde de MZ RE 250 met Alan Shepherd heel goed en kwam Suzuki al enkele malen aan de start met de watergekoelde viercilinder tweetakt RZ 64. Morini presteerde goed met Giacomo Agostini en Benelli met Tarquinio Provini. De Japanners trokken nu alles uit de kast: Honda kwam met zescilinder viertakten voor de 250- en de 350cc-klasse en een vijfcilinder voor de 125cc-klasse. Yamaha en Suzuki zetten beiden in op viercilinder tweetakten en MV Agusta, dat in 1964 niet opgewassen was geweest tegen Jim Redman met zijn viercilinder Honda, begon te werken aan driecilinders.
Rijwielgedeelte
De frames veranderden in de jaren zestig niet al te veel. Het Norton Featherbed frame, een wiegframe, had zijn waarde bewezen en daar hielden de meeste fabrikanten dan ook aan vast. Honda had echter al in 1959 zijn RC 142 voorzien van een ruggengraatframe met een dragende motor en bleef bij die constructie. Ook op het gebied van remmen bleef alles bij het oude: trommelremmen werden algemeen toegepast, met uitzondering van de eerste 50 cc Honda's, die een velgrem hadden die bij de coureurs niet erg populair was omdat ze er niet al te veel vertrouwen in hadden, maar die desalniettemin uitstekend werkte. Pas in 1965 testte Tarquinio Provini een Benelli met twee schijfremmen in het voorwiel. Beide MV Agusta-coureurs experimenteerden in 1965 tijdens de 350cc training in Monza met dubbele, mechanisch bediende schijfremmen, maar ze waren er nog niet tevreden over. In 1967 begonnen steeds meer coureurs met schijfremmen te experimenteren. Zelf Mike Hailwood testte op Brands Hatch met hydraulisch bediende schijfremmen. De schommelvoorvorken stierven al vrij snel uit ten gunste van de telescoopvork en alle machines, zelfs de lichtste, waren voorzien van een dolfijnkuip. In 1969 presenteerde Dunlop Tyres nieuwe racebanden met elk 200 kleine gaatjes, de "Grip-Cells". Die gaatjes namen regenwater op dat de lucht in de gaatjes samenperste. Door het expanderen van die lucht werd het water bij het doordraaien van het wiel weer naar buiten geperst. 
Aandrijving
De aandrijflijn van de racemotoren zag er in de basis altijd hetzelfde uit: Motor, meervoudige droge platenkoppeling, versnellingsbak en kettingaandrijving naar het achterwiel. Dat was de lichtste constructie met een minimum aan vermogensverlies in de aandrijflijn. Door de toevoeging van de 50cc-klasse en de vele andere machines met kleine cilinders, werd de powerband zeer klein. Men loste dit op door meer versnellingen in te bouwen. Kreidler ging hierin het verst: Het bouwde twaalf versnellingen in, waarvan er drie met de hand en vier met de voet geschakeld moesten worden. Voor de coureurs gaf dit grote problemen, maar Hans Georg Anscheidt en Jan Huberts kregen het onder de knie. Halverwege het seizoen 1964 vereenvoudigde Kreidler het systeem dan ook in een zesversnellingsbakje dat met de voet werd geschakeld en een met de hand geschakeld tweeversnellings tussenbakje. 
Kleding
Eendelige leren racepakken waren in de jaren zestig gemeengoed en in deze periode werd ook de jethelm sporadisch gebruikt. Een aantal rijders gebruikte deze helm al vaak, zoals Rodney Gould, Brian Steenson, Dick Hawes/John Mann, Kent Andersson en Paul Smart. Zelfs Bill Ivy had in Spanje met een jethelm gereden, maar daarna weer teruggegrepen op zijn "potje". Na de dood van Ivy in Tsjechoslowakije, wiens pothelm was afgerukt, gingen steeds meer stemmen op om de pothelm te vervangen door een Jethelm. In de Verenigde Staten schaften veel coureurs er een aan en Rodney Gould leende zijn Buco-jethelm aan verschillende coureurs uit om deze te proberen.

## Trivia

### Mototempora Romagnola
De "Mototempora Romagnola" was een Italiaanse raceserie die al sinds 1945 georganiseerd werd. Ze werd voor aanvang van het internationale seizoen gereden in een aantal steden aan de Adriatische zee, zoals Cesenatico, Milano Marittima, Riccione en Rimini. Ook het circuit van Imola maakte er deel van uit, net als de "Coppa d'Oro Shell" in Modena. Het werd uiteindelijk een voorbereiding voor het wereldkampioenschap, en de meeste internationale sterren en teams kwamen naar Italië om hun krachten te meten. 

### Te licht
Al in de jaren zestig moesten coureurs en motorfietsen voldoen aan een bepaald minimum gewicht. Tijdens de keuring van de TT van Assen in 1965 (die toen nog in het centrum van Assen plaatsvond) waren beide machines van Stuart Graham, een 350cc AJS 7R en een 500cc Matchless G50, te licht (in combinatie met Stuart's eigen gewicht). Een duiker, die toevallig bij de keuring stond te kijken, leende Graham enkele van zijn loden gewichten waardoor de machines op het juiste gewicht kwamen. Bij Suzuki liep men tegen hetzelfde probleem aan: de combinatie Michio Ichino/Suzuki RT 63 werd op gewicht gebracht door soldeerdraad om de framebuizen te draaien. 

### Gebroken, maar wanneer?
Toen Hugh Anderson in de Tsjechische Grand Prix uit de bocht vloog constateerden de E.H.B.O.-ers een gebroken been. Anderson wist echter te melden dat dat al zo was. Hij had dit been met motorcrossen gebroken en vlak vóór de race het gips laten wegzagen. 

### Haat-liefde
Mike Hailwood haalde grote successen met Honda, maar de samenwerking verliep niet soepel. Dat begon toen Mike's vader Stan in 1961 Honda's voor zijn zoon huurde. Hailwood werd wereldkampioen in de 250cc-klasse, maar had de fabriekscoureurs van Honda verslagen en kreeg gewoon een rekening voor de huur van de motorfietsen. Eind 1965 stond vrijwel vast dat Hailwood toch als fabriekscoureur naar Honda zou gaan, omdat hij bij MV Agusta niet tevreden was over het beperkte aantal wedstrijden dat hij mocht rijden. MV gaf hem bijvoorbeeld geen motorfietsen voor nationale wedstrijden en zette hem ook bijna uitsluitend in de 500cc-klasse in. Tijdens de laatste Grand Prix, in Japan, had Honda het zo geregeld dat de 250cc-race een dag na de 350cc-race werd verreden. Daardoor was het contract van Hailwood met MV afgelopen en kon Hailwood met een Honda meedoen. Hailwood won die race met de Honda zescilinder, maar verklaarde na de race dat de Honda waardeloos stuurde en dat hij ook met de race-organisatie van Honda niet gelukkig was. Deze uitspraken haalden ook de Japanse kranten en Honda was er niet blij mee. Hailwood bleef echter ook over de 500cc RC 181 klagen en gooide zelfs een paar schokdempers in een vijver omdat hij niet in het Japans duidelijk kon maken dat ze ondeugdelijk waren. Hij mocht zelfs de allereerste 500cc-race voor Honda niet rijden omdat hij zijn machine moest afstaan aan Jim Redman, die in de training zijn eigen motorblok stuk gedraaid had.

### Te kleine motor
Mike Hailwood won in 1967 drie klassen in een internationale race in Brands Hatch: de 250cc, de 500cc en de 750cc-klasse. Honda, zijn werkgever, had echter geen 750cc-motor en Hailwood gebruikte zijn 250cc Honda RC 166 zescilinder. Pas na de race beseften zowel de organisatie als Hailwood dat deze klasse dit jaar openstond voor motoren van 251- tot 750cc. Dit in tegenstelling tot 1966, toen het nog 176- tot 750cc was geweest. Hailwood had de race dus gewonnen met een te lichte motor, maar de organisatie besloot het er aanvankelijk maar bij te laten, Hailwood kreeg alleen geen prijzengeld. Dat veranderde toen een aantal coureurs protesteerden. Doordat Hailwood officieel geklasseerd werd als eerste, liepen zij premies van verschillende fabrieken mis. Na deze protesten werd Hailwood alsnog uit de uitslag geschrapt.

### Voortschrijdende techniek
In de allereerste jaren van haar bestaan had de FIM grote moeite reglementen te maken die pasten bij de steeds moderner wordende motorfietsen. Uiteindelijk duurde het tot 1911 eer men een enigszins bruikbaar reglement kon overnemen van de Isle of Man TT. Bij nationale- en amateurwedstrijden, die veelal met standaard sportmotoren bestreden werden, mochten deelnemers niet bevoordeeld worden doordat ze echte "racetechniek" gebruikten. In 1966 ontstond daardoor een probleem. Dubbele bovenliggende nokkenassen waren echt iets voor racemotoren en kwamen op normale motorfietsen niet voor en waren dus ook verboden. Tot de Honda CB 450 op de markt kwam. Deze kon de meeste normale 500cc-motorfietsen gemakkelijk aan, maar was "te modern" voor de reglementen. De CB 450 was immers een normale "toonbankmotor" en had met races niets te maken maar had wel tegelijk een DOHC-motor. De FIM besloot tijdens haar voorjaarscongres in mei 1966 het reglement in elk geval nog ongewijzigd te laten. De Honda bleef verboden.

### Klopvaste benzine
Kort na de oorlog had de racewereld te lijden onder te weinig beschikbare klopvaste benzine. In 1968 deed dat probleem zich in de DDR nog steeds voor. Racers met een compressieverhouding van meer dan 12:1 konden niet overweg met de Oost-Duitse racebenzine met een octaangetal van 94. Sommigen hadden nog wat benzine overgehouden van de Belgische Grand Prix of tapten "superbenzine" van hun bestelwagens af. Die had een octaangetal van 98 en was geschikt om mee te racen. Bij Jack Findlay werkte het andersom. Zijn McIntyre-Matchless had een lage compressieverhouding en hij deed het andersom: de racebenzine die nog in zijn tank zat tapte hij af en vulde hij in zijn bestelbus.

### Privérijder
Hoe "privé" het begrip privérijder was, bleek in het Finse Imatra, waar Dave Simmonds tijdens de trainingen eerst zijn Kawasaki helemaal moest opbouwen nadat hij de krukas had vervangen die in de laatste kilometer in Brno gebroken was. Daar had hij in zijn "wittebroodstijd" geen tijd voor gehad. Simmonds was na het behalen van zijn wereldtitel in de Tsjechische GP meteen naar huis gereisd om te trouwen.

### Buitengewoon verlof
Ferry Brouwer, de latere oprichter van het Yamaha Classic Racing Team, was in 1969 sprinter met een 250cc Bultaco, maar ook dienstplichtig cavalerist. Hij was toen al monteur geweest bij het team van Yamaha en Phil Read wist de Nederlandse legerleiding te bewegen hem een maand buitengewoon verlof toe te kennen. Op die manier kon hij Read ondersteunen die het hele seizoen bijna niet gereden had en graag wilde deelnemen aan de lucratieve najaarsraces in Engeland en Italië.